# Jeney Klára

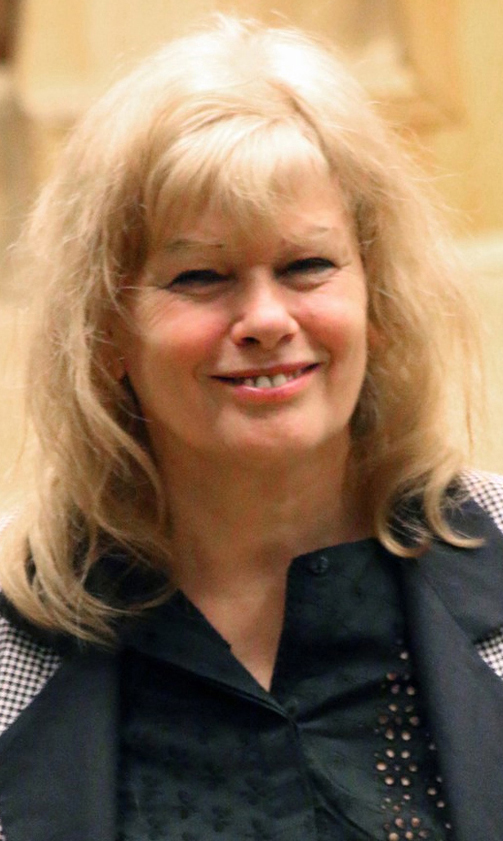
Jeney Klára. Fotó: Fábry János

Jeney Klára (Somlójenő, 1954 január 18.) magyar grafikus, karikaturista. 1954. január 18-án született a Veszprém megyei kis faluban Somlójenőn a Somló-hegy lábánál. Édesapja Jeney Gyula (1920-2000.), édesanyja Borbély Lujza (1921-2001.). A négy testvér között Klára a legfiatalabb.
Középiskolai tanulmányait a pápai Petőfi Sándor gimnáziumban végezte.

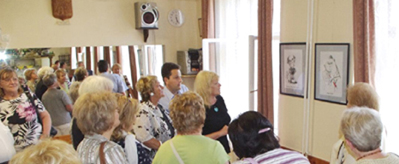
Jeney Klára a közönség kérésére a kiállított rajzairól beszél. Budapest, 2016.

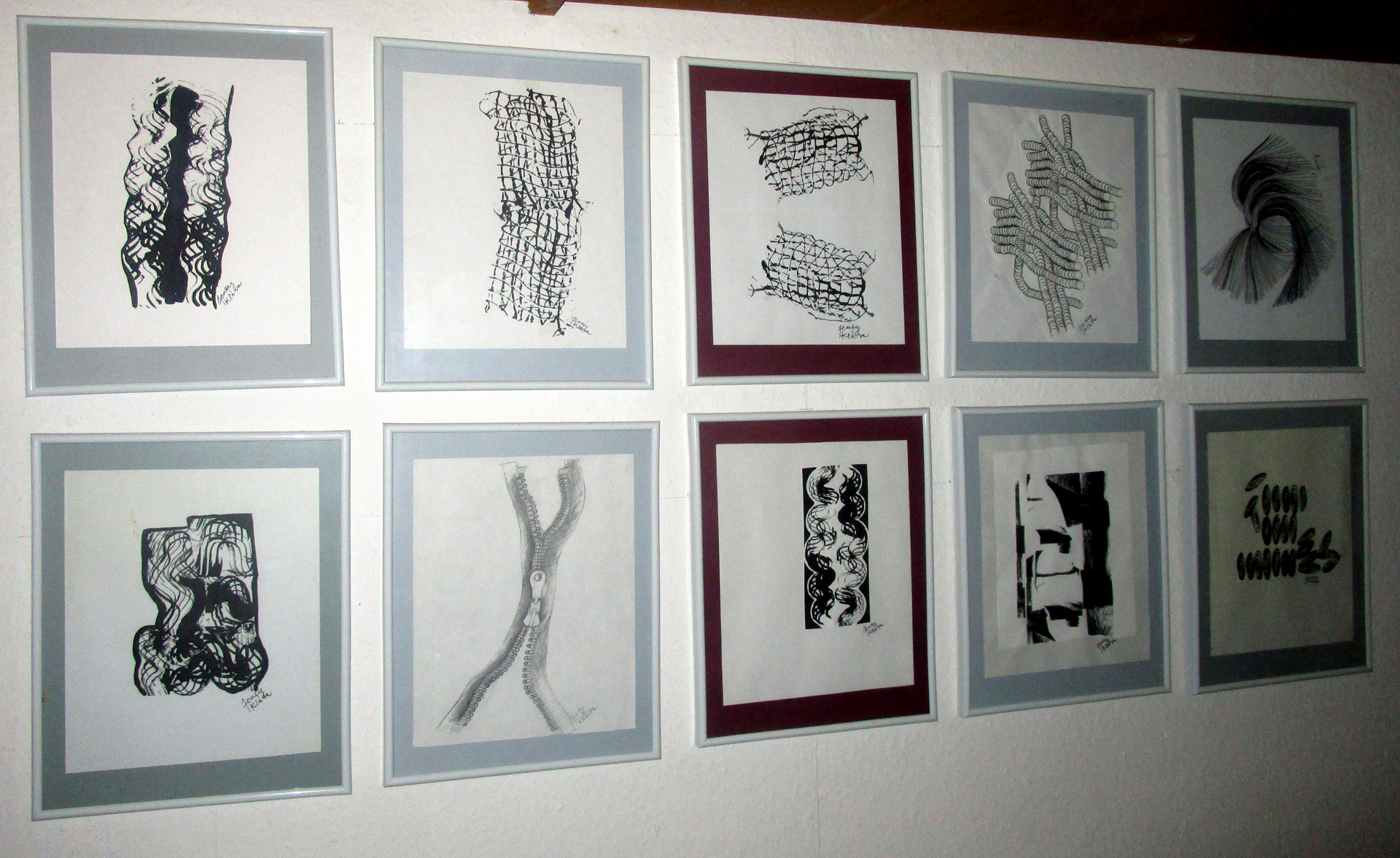
Jeney Klára grafikái.

Az 1990-es évek elején kezdett el rajzolni a budapesti Dési Huber rajziskolában, mestere Korga György festőművész volt. Az anatómia rajzolás fontos része volt a képzésnek. Grafikákat és portrékat készít, a karikatúrarajzolást a 90-es évek közepén kezdte el, ekkor jelentek meg nyomtatásban a rajzai (Magyar Nemzet, Kereskedelmi Élet, Stádium, Napút, Váci Napló, Zöld Béka stb.). Munkái könyvekben is megjelentek (pl. Ki mint véd, úgy adat, Montana kiadó), karikatúrái rendszeresen megjelentek a MÚOSZ Best of kiadványaiban. Részt vett a Magyar Kultúra Alapítvány által megrendezett Karikatúra Fesztiválokon, szerepelt a Szlovák Kulturális Központ magyar karikaturistákat bemutató kiállításon. Plakátokat is tervezett. 
Élete során a rajzolás mellett fontos feladatának tartotta a művészet eszközeivel segíteni a rehabilitáció területén pl. csoportfoglalkozások, kézműves terápia, festés, rajzolás. A rajzait hagyományos módon ceruzával, tussal és rajzszénnel készíti.  

## Ars poeticája
„ Az alkotások bemutatásán túl az is célom, hogy az embereket ösztönözzem a különböző témakörökhöz tartozó tartalmak elmélyülésében, tanulmányozásában, az ábrázolt személyek munkásságának alaposabb megismerésében főleg a fiatalok körében pld. Móricz Zsigmond Gyalogolni jó, Babits Mihály Jónás könyve, és a határait feszegető, szabadságot szerető Ludwig van Beethoven”.
A portrérajzainál az emberi szem fontos kifejező eszköz, hisz „A szem a lélek tükre”. 
A portrékarikatúrák megrajzolását alapos kutatómunka előzi meg, azért, hogy a használt attribútumok, jellemző vonások kifejezők és humorosak is legyenek és hatást érjenek el, pl. irodalom, zene, tudomány stb. A portrérajzokon kívül Jeney Klára szituációs karikatúrákat is készít. 
A rajzolás nála „SZERELEM” és ceruza mindig van nála.
Szignója: Jeney Klára.

## Galériák

### Grafikák

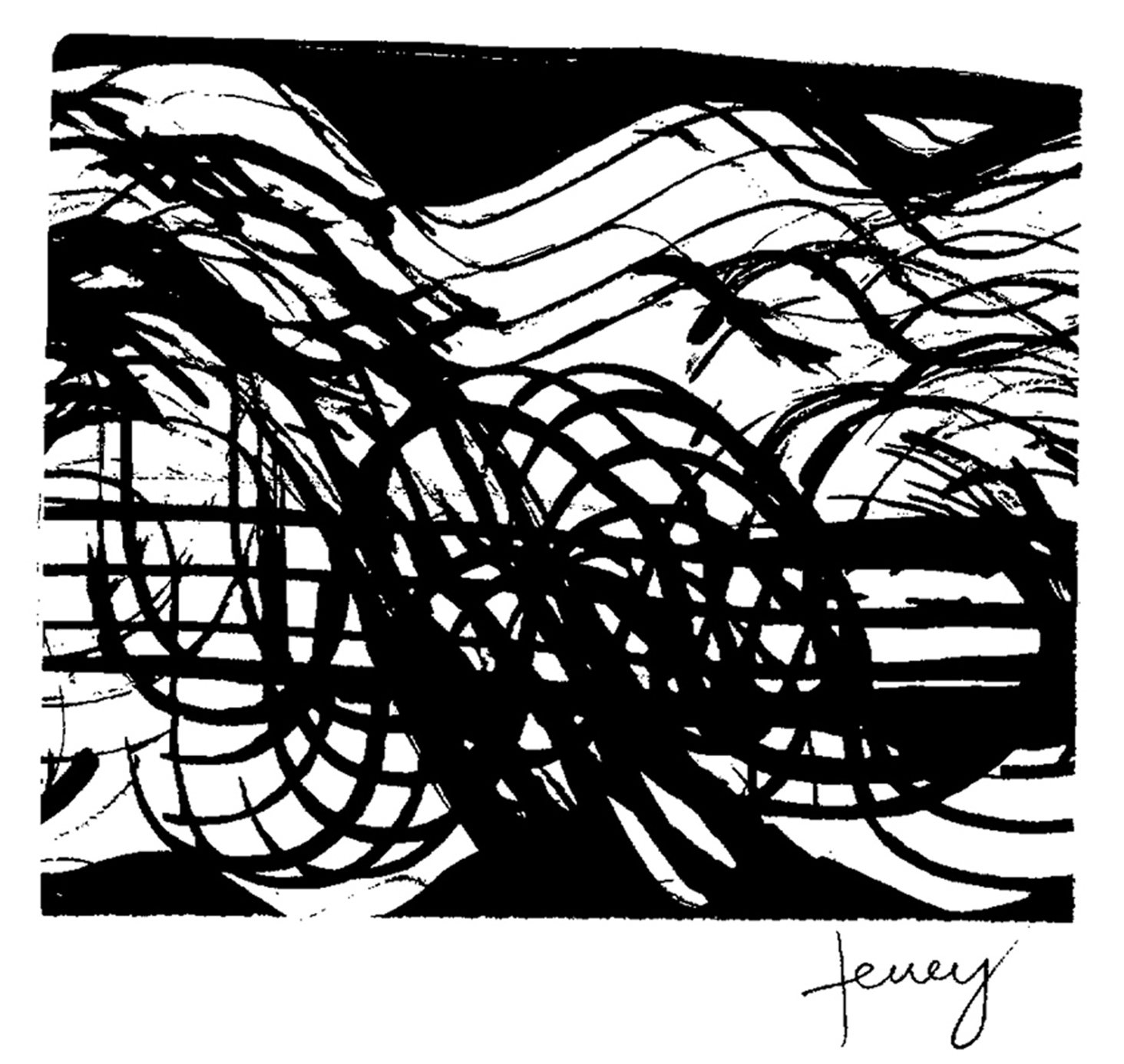
Káosz és rend. Tusrajz. Magyar Nemzet. 1996.
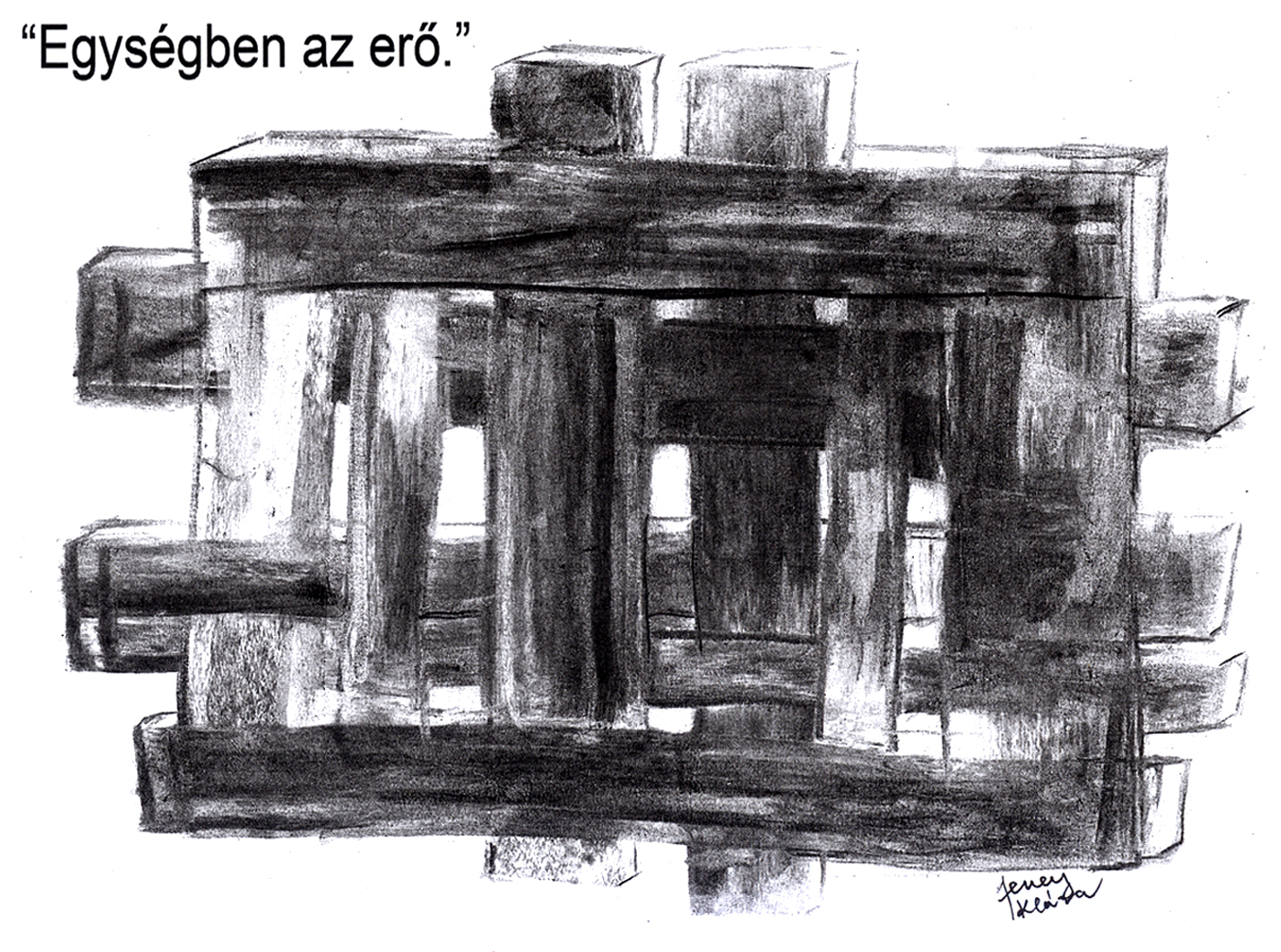
Egységben az erő. Szénrajz.2024,
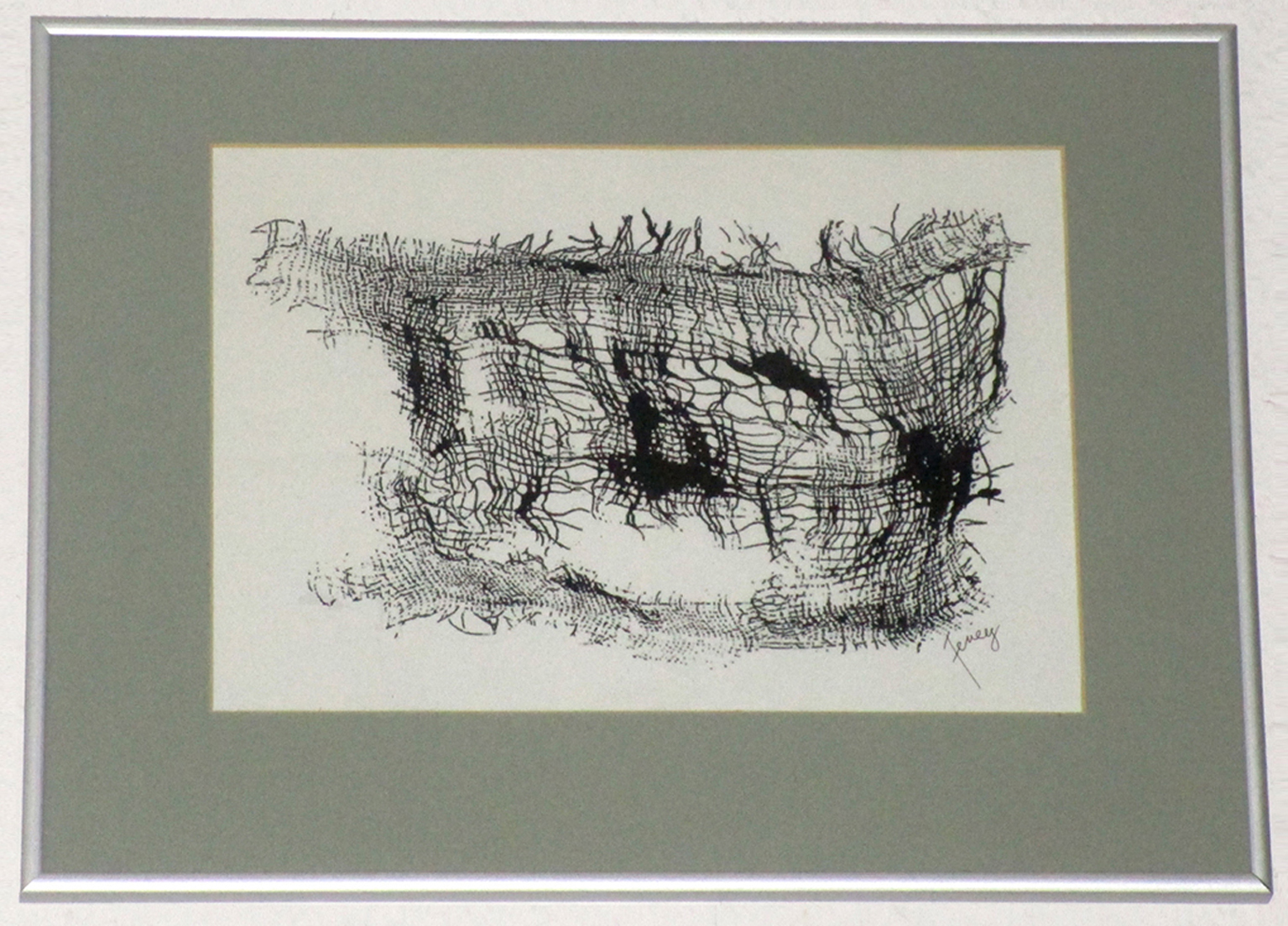
A háló. Tusrajz. Magyar Nemzet.1996. Dadaizmus kiállítás. Szentendre.2017.
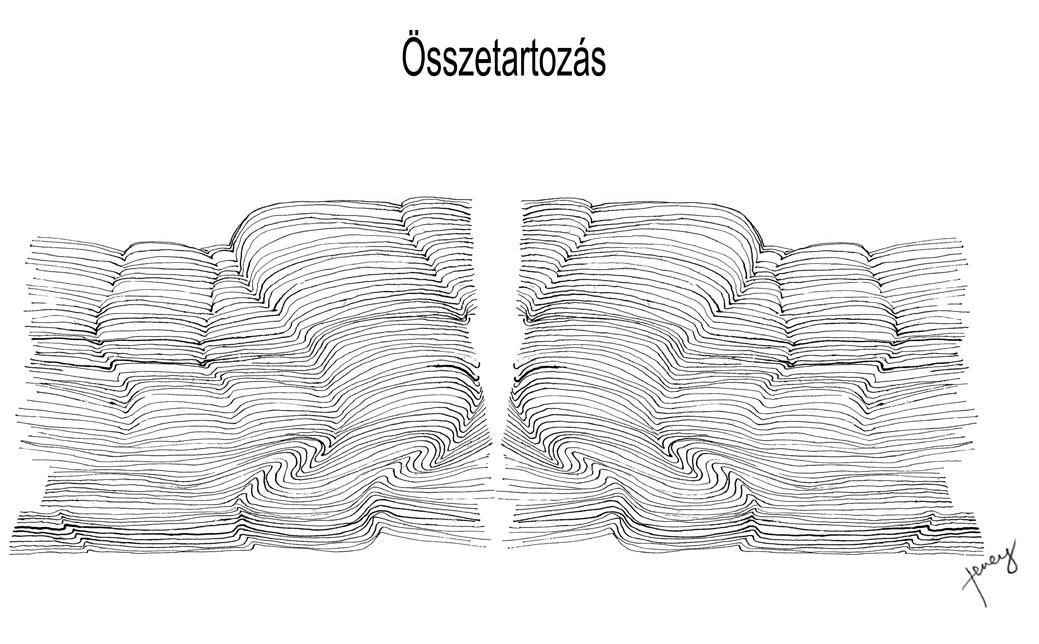
Összetartozás. Tusrajz. 50x70 cm. Trianon missziós vándorkiállítás. 2023.
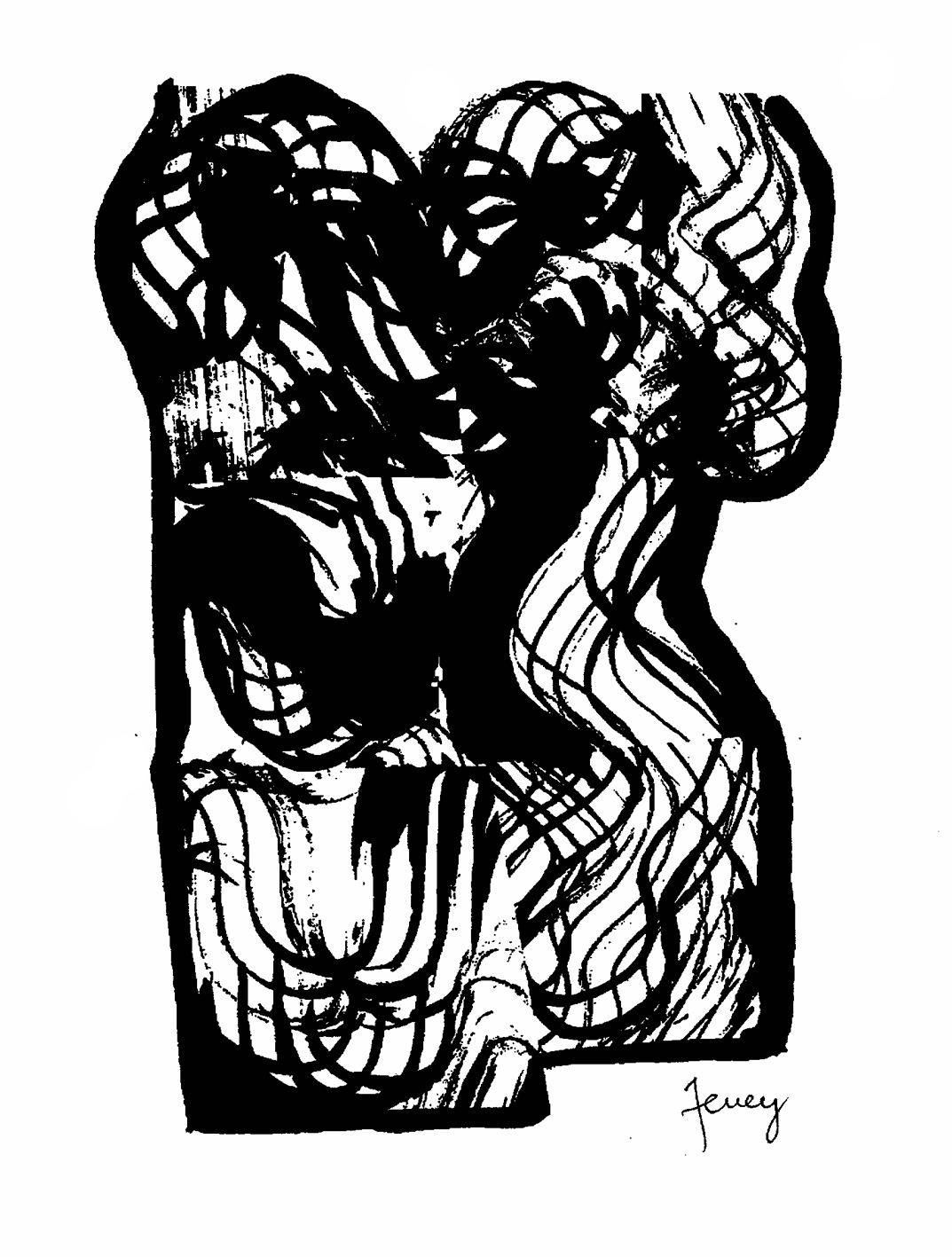
Összhangban. Tusrajz. Nagyar Nemzet.1996.

### Irodalom a karikatúrában

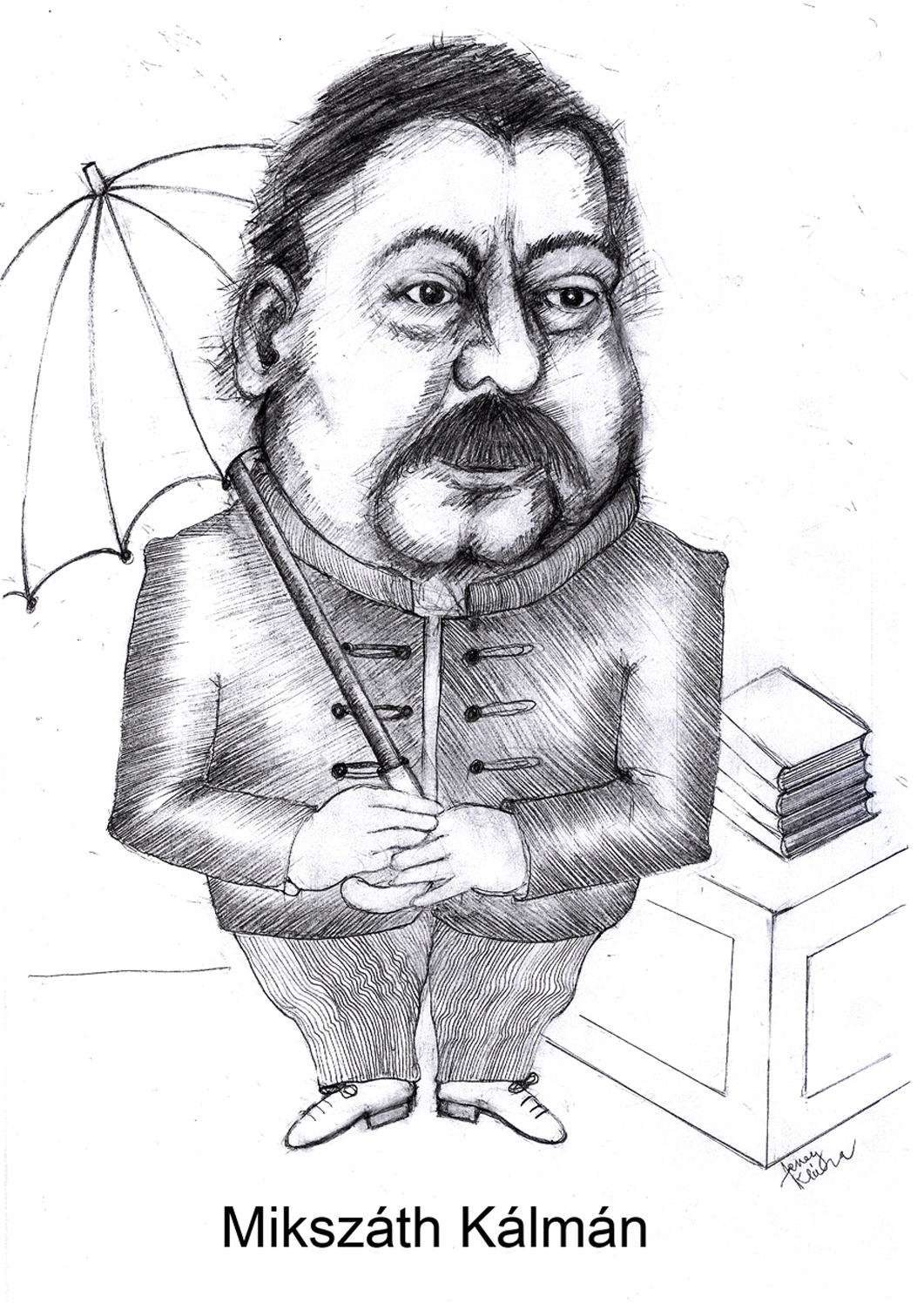
Mikszáth Kálmán.
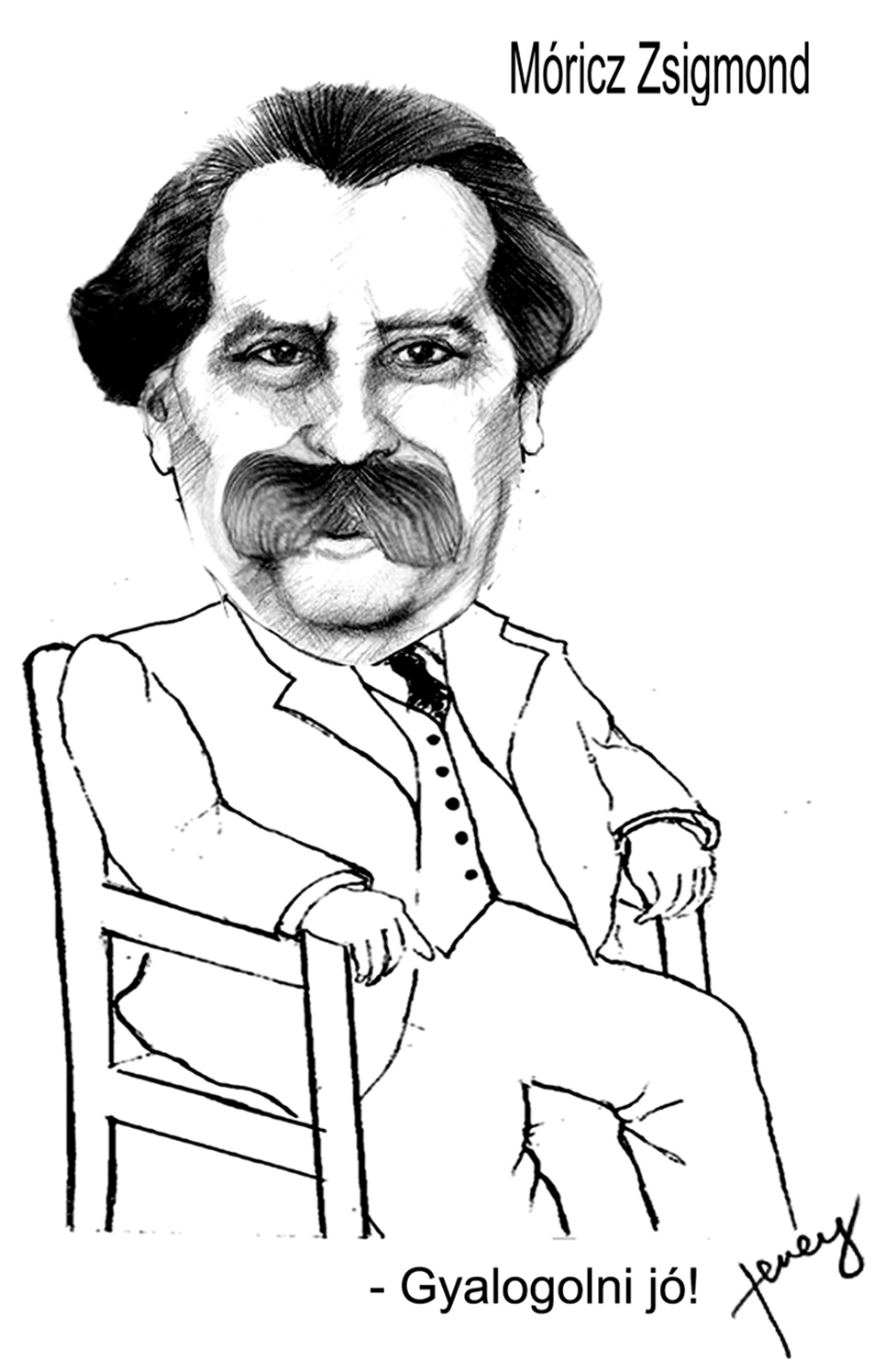
Móricz Zsigmond.
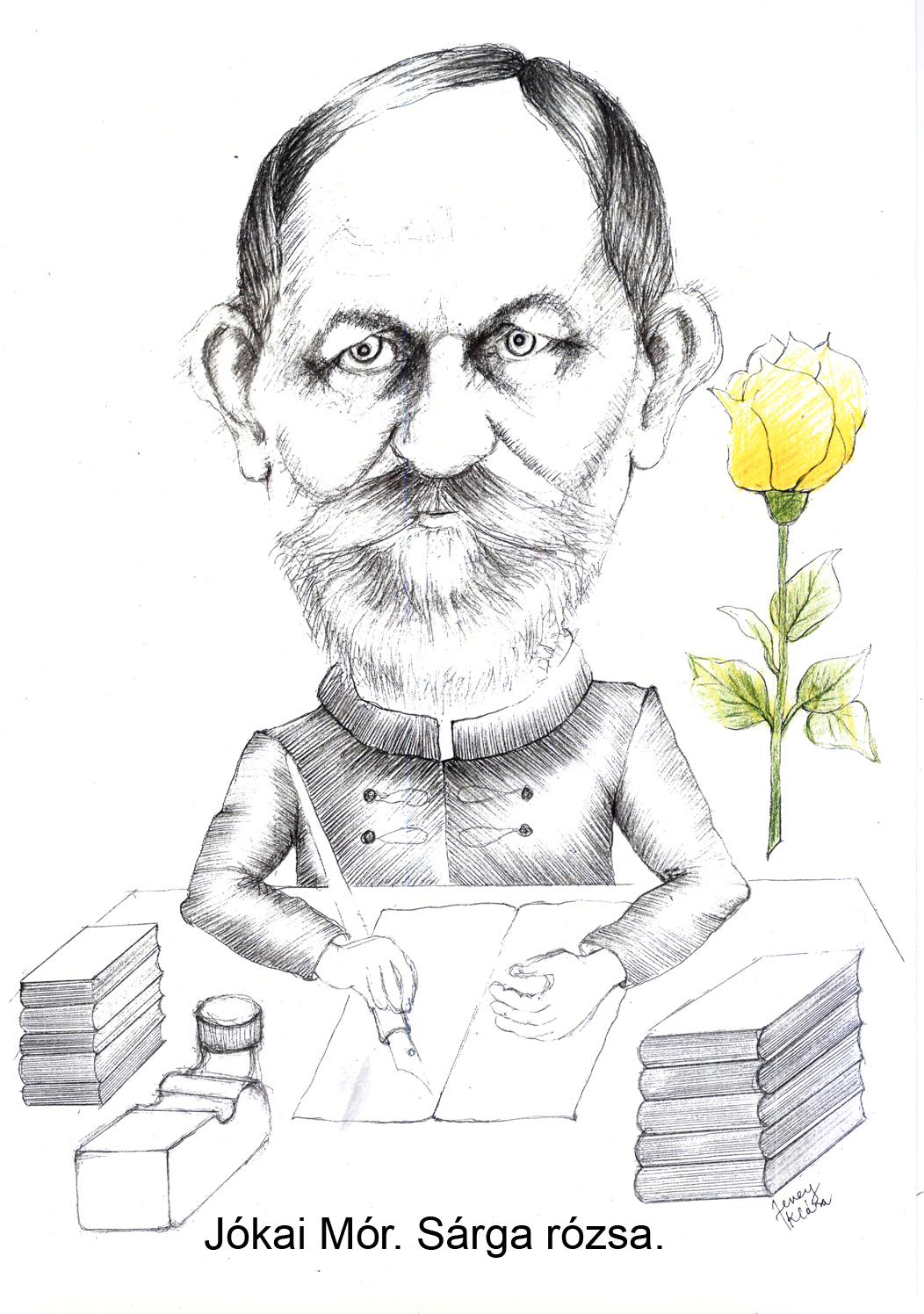
Jókai Mór.
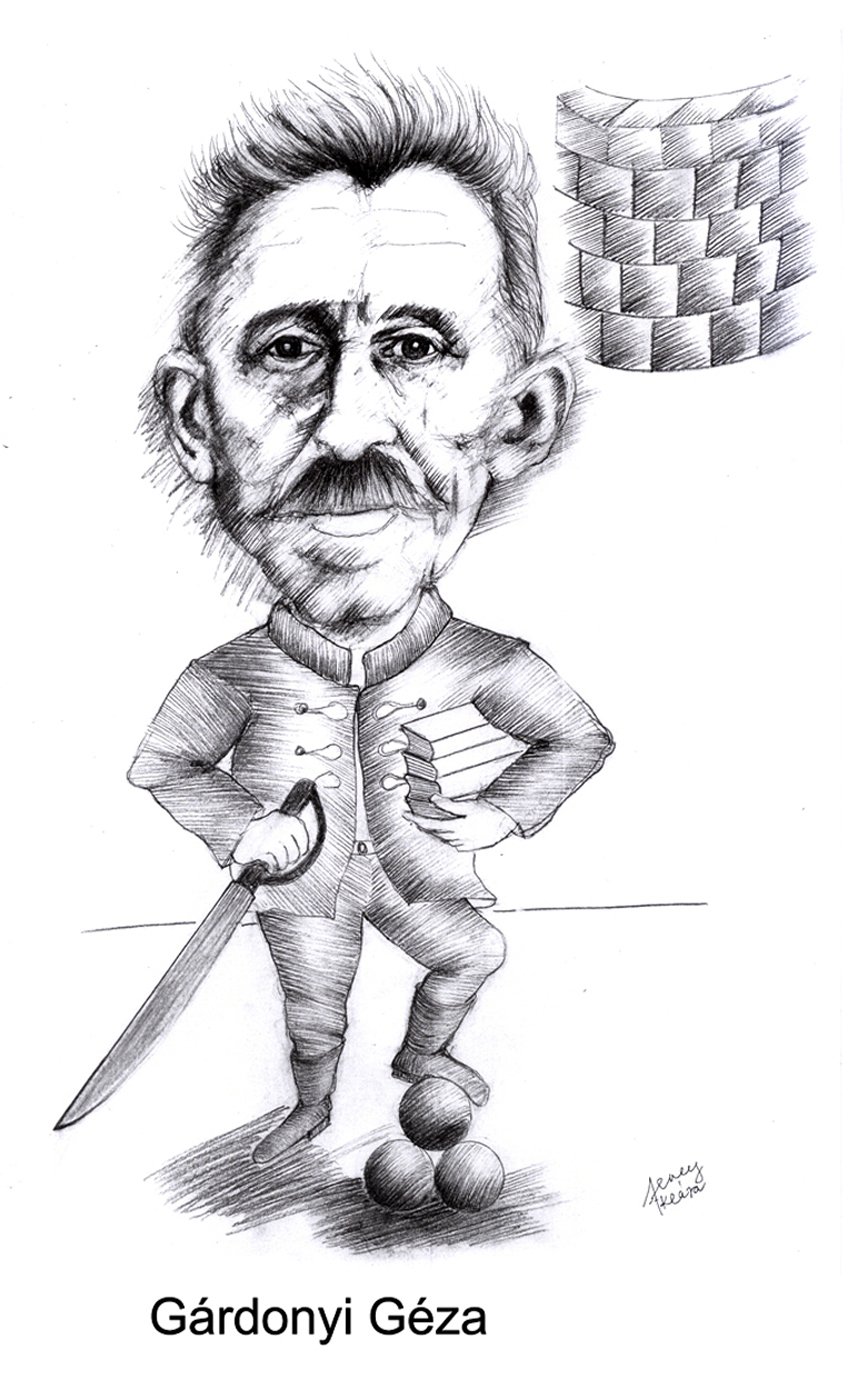
Gárdonyi Géza.
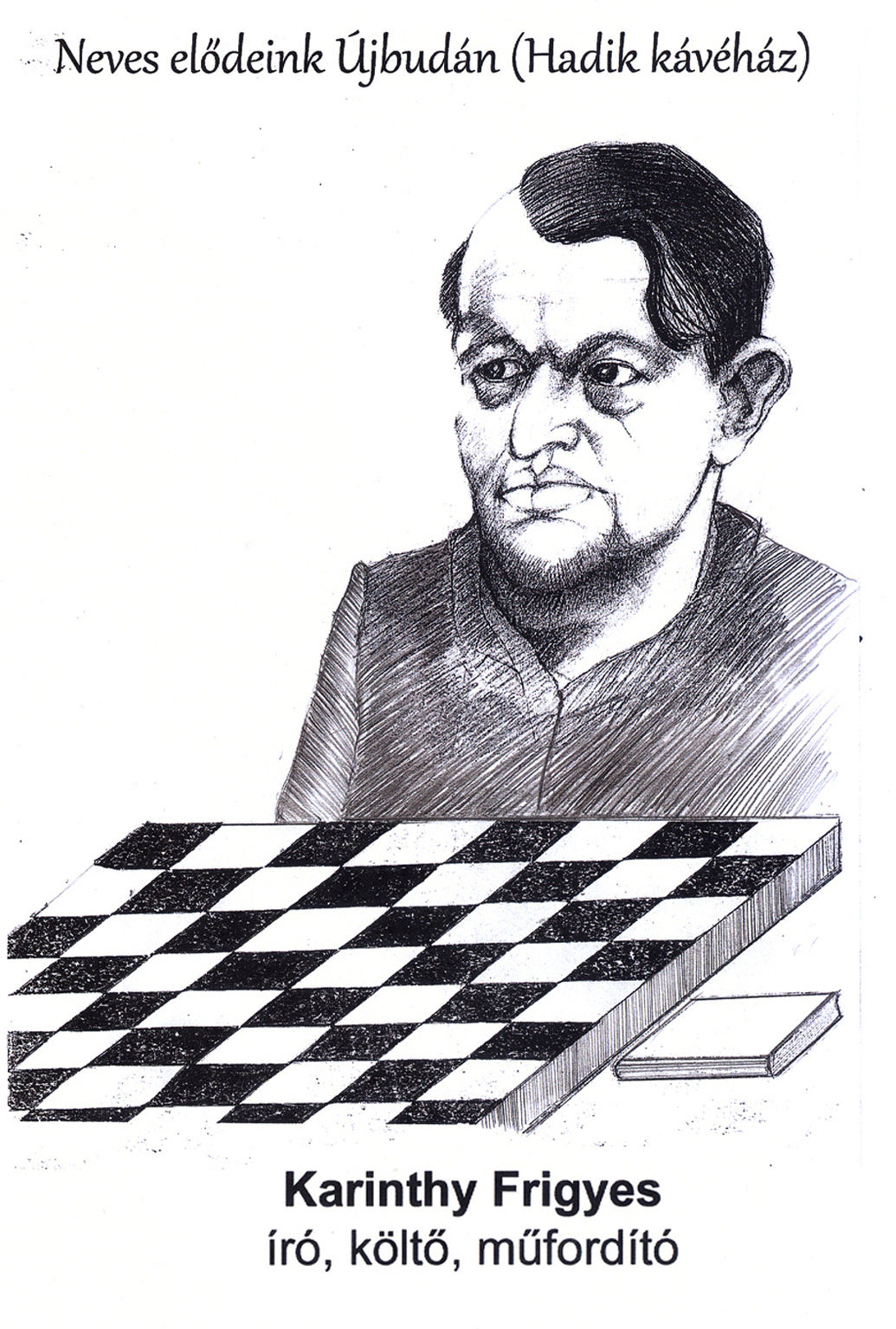
Karinthy Frigyes.
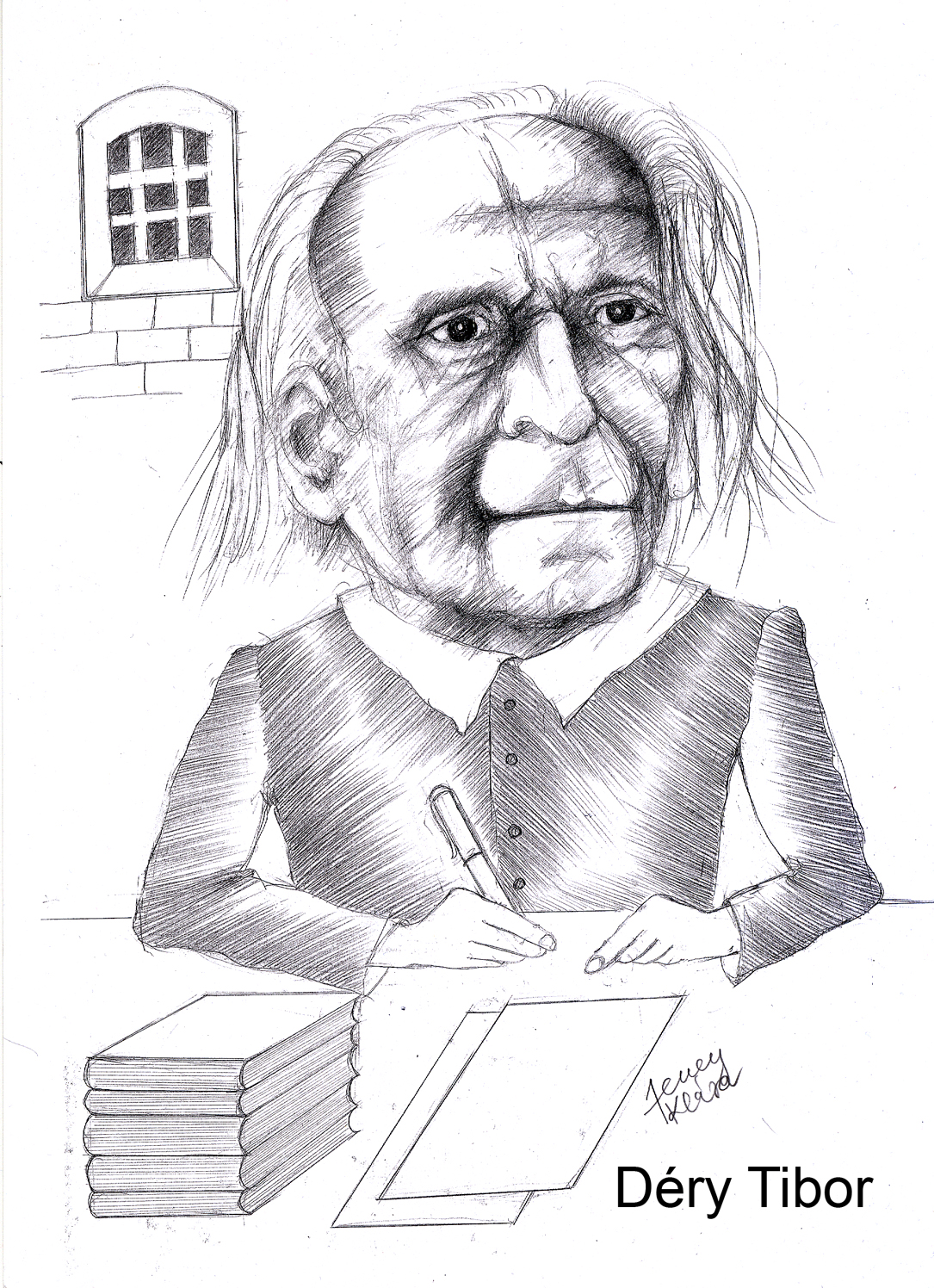
Déry Tibor.
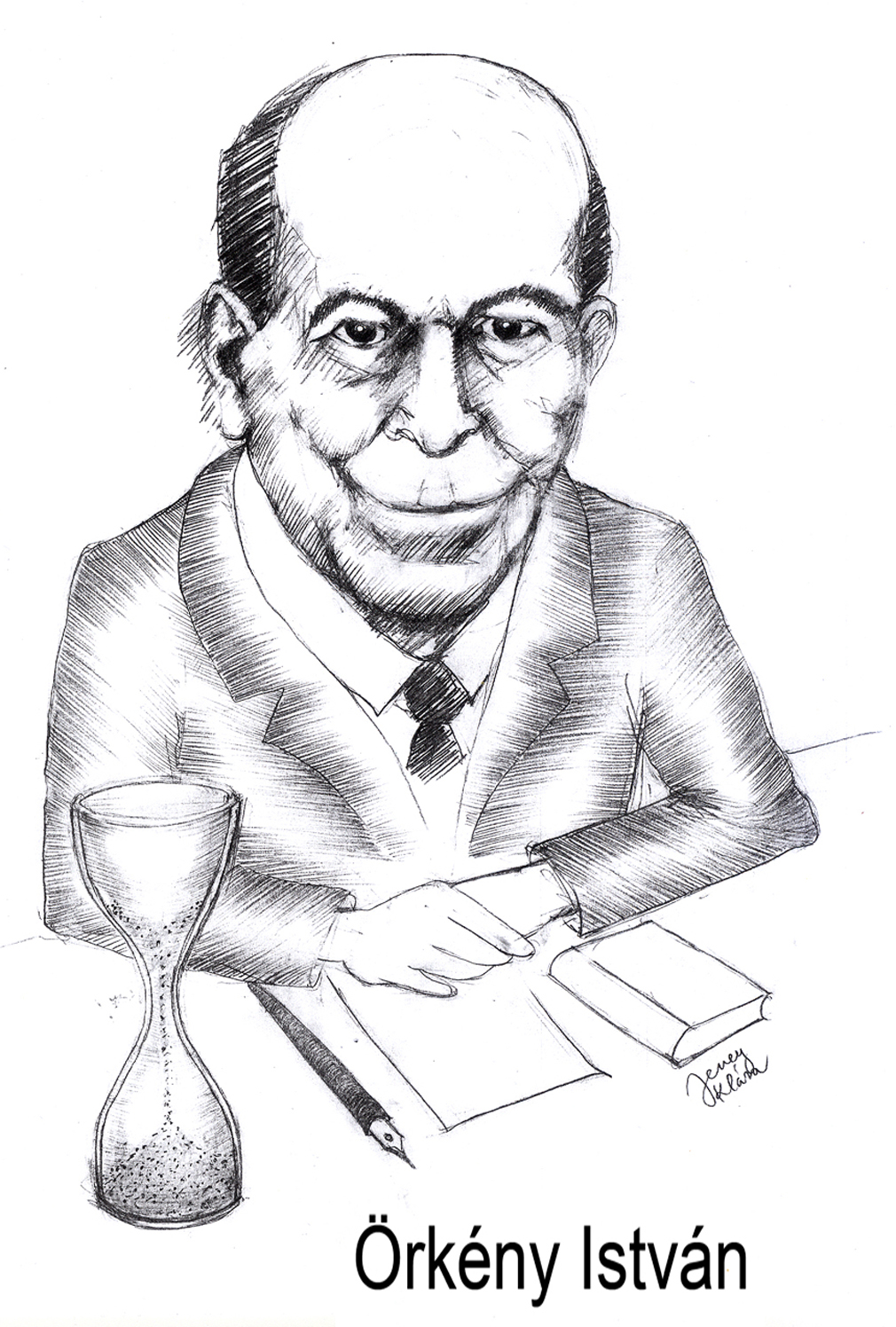
Örkény István.
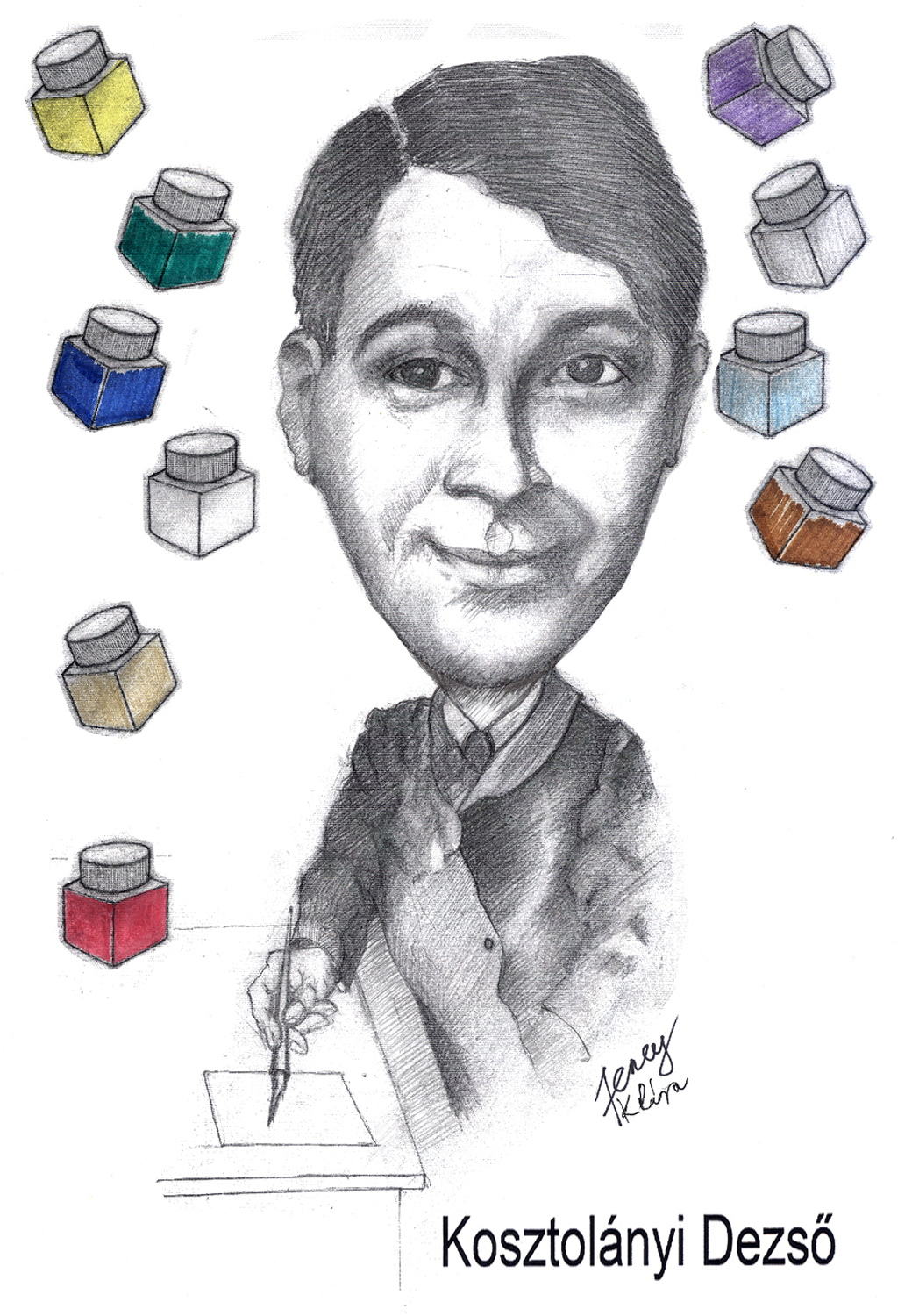
Kosztolányi Dezső.
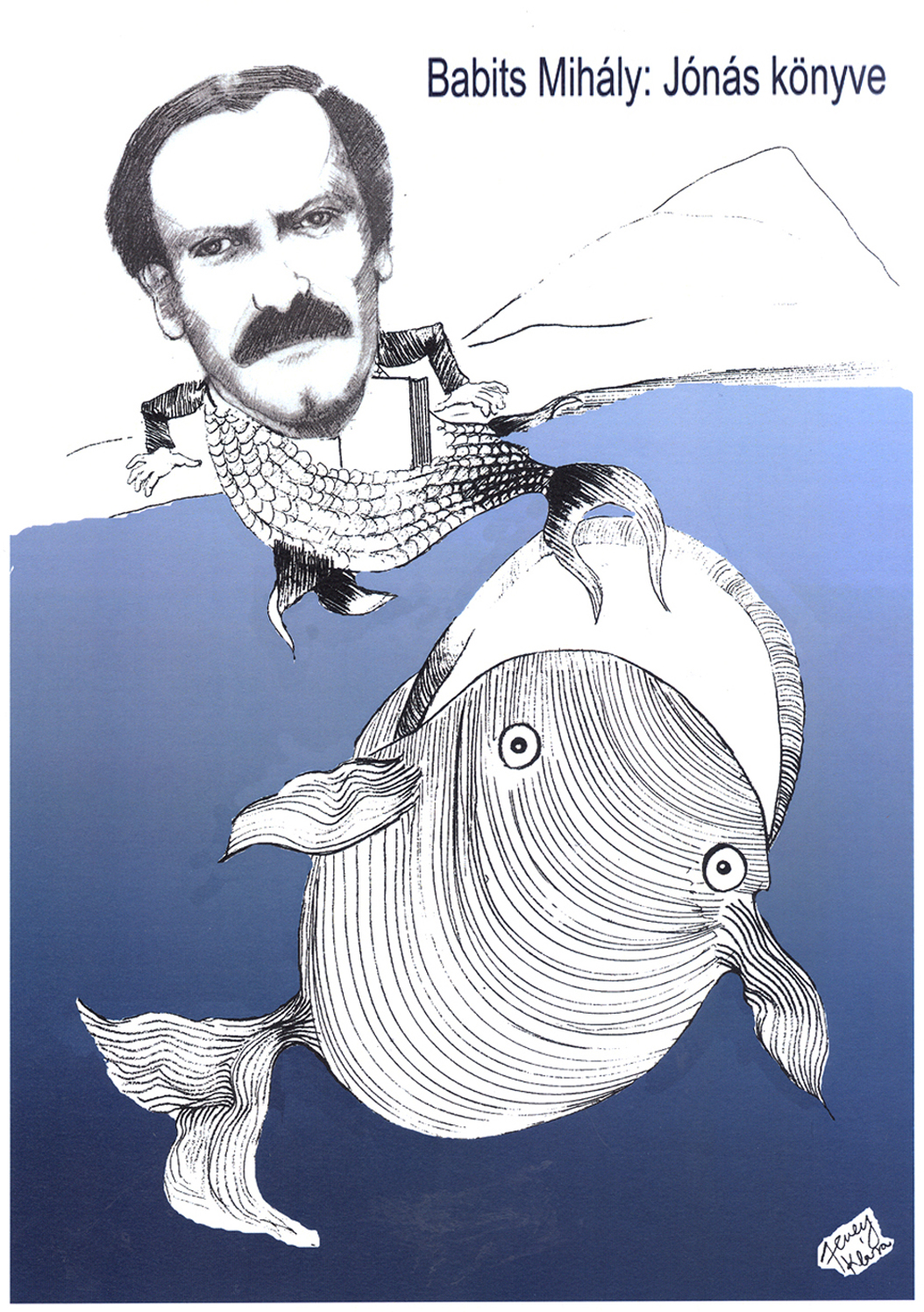
Babits Mihály, Jónás könyve.
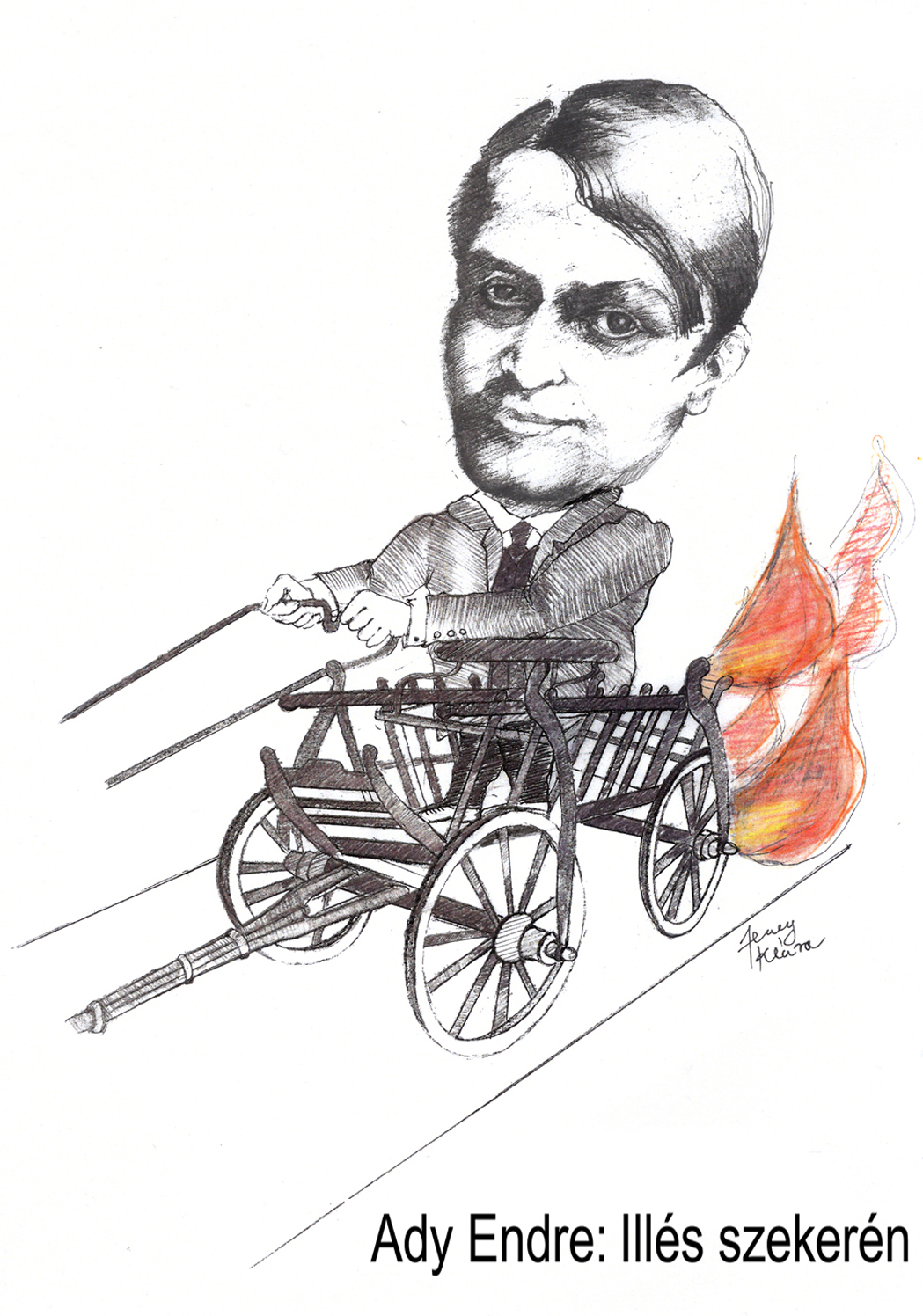
Ady Endre. Illés szekerén.
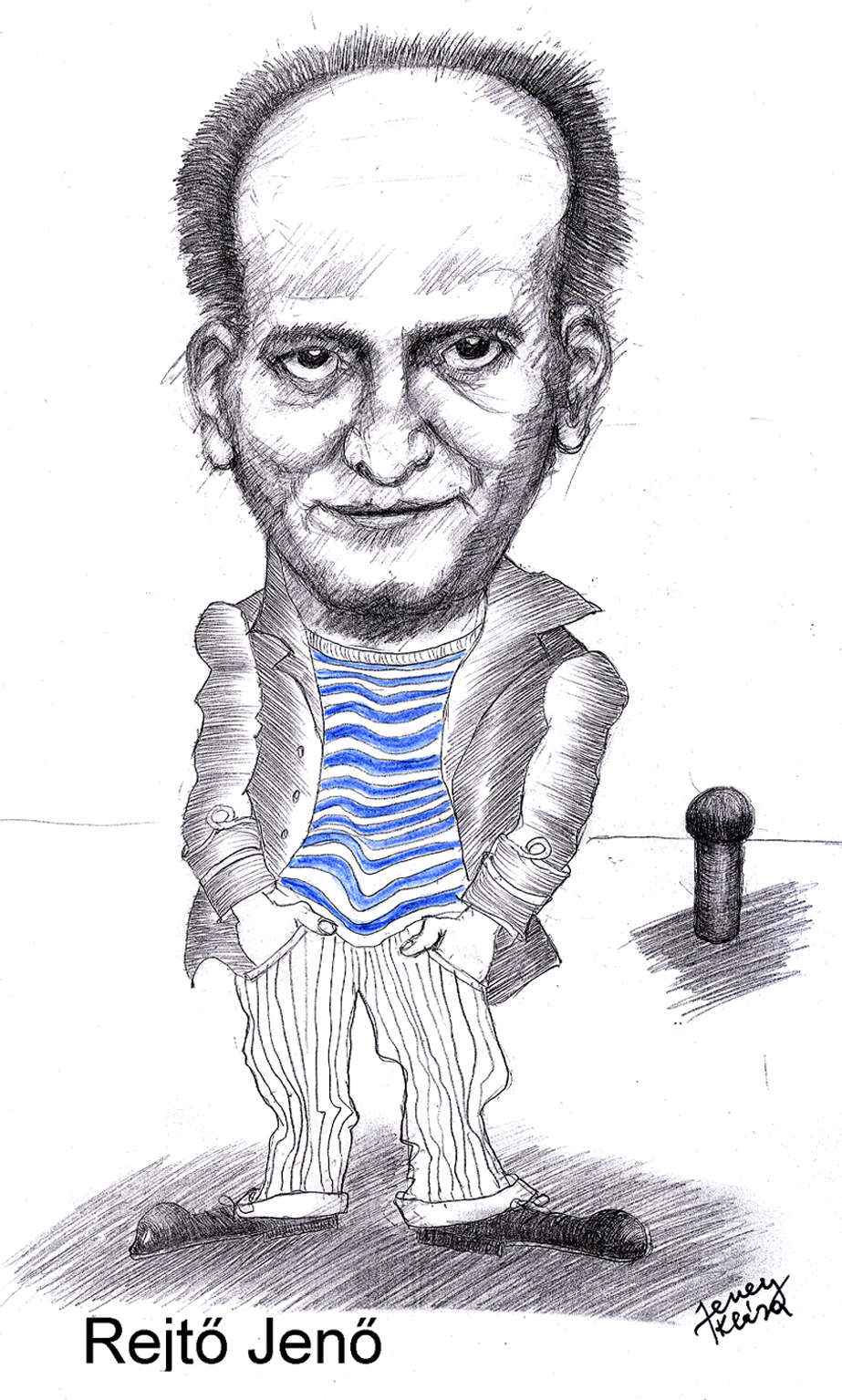
Rejtő Jenő.
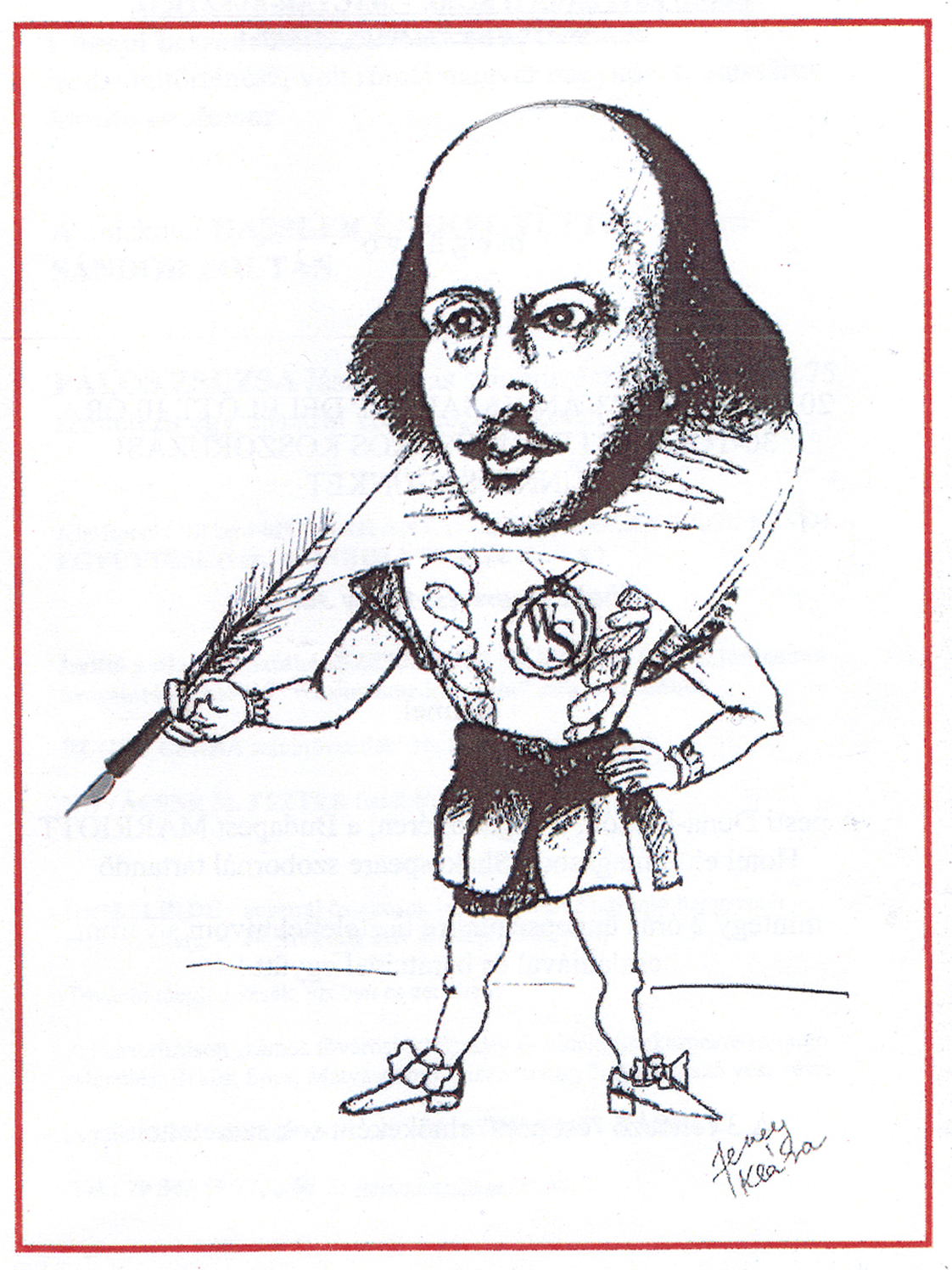
William Shakespeare. Shakespeare ünnepség. Budapest. 2017.
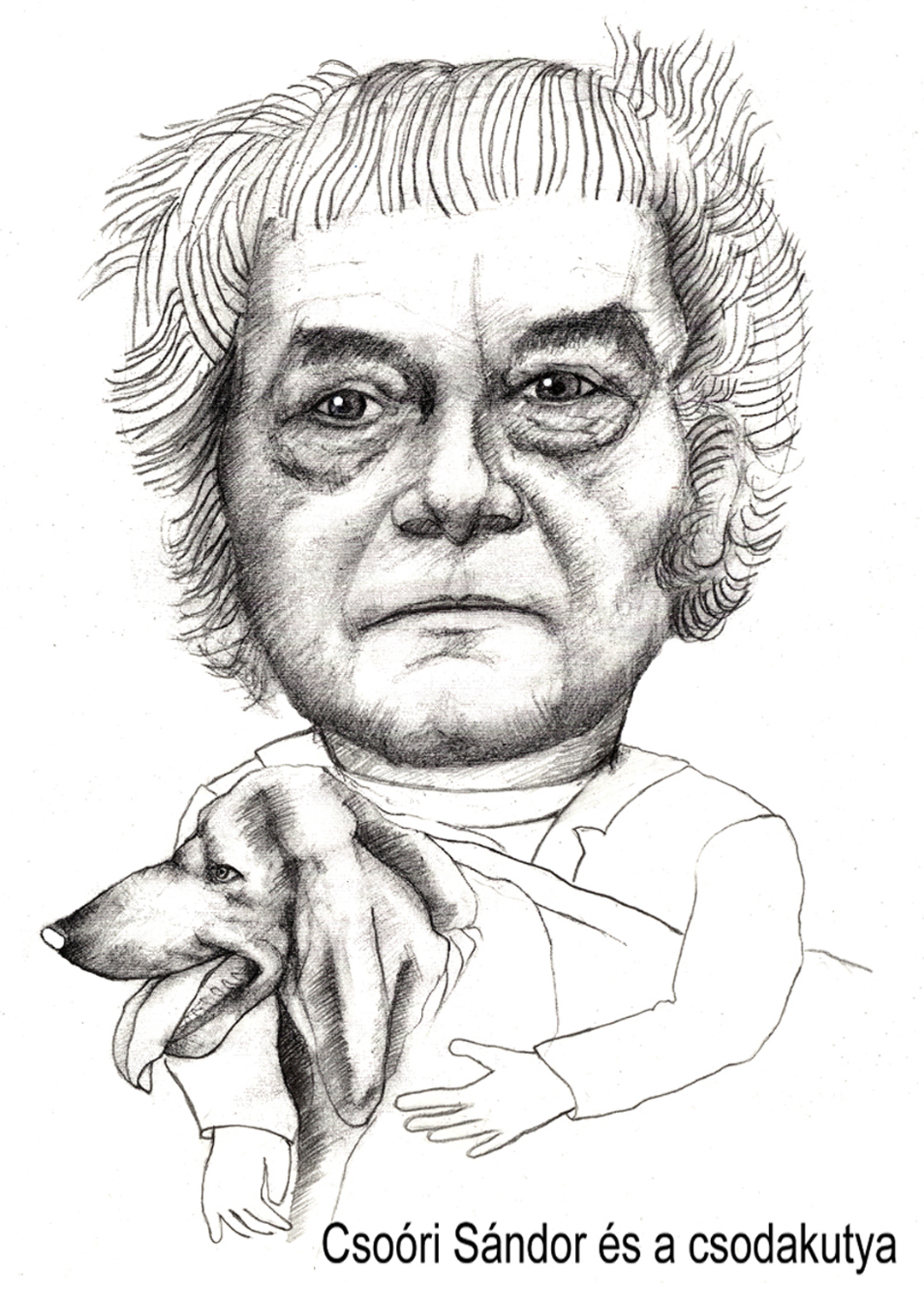
Csoóri Sándor és a csodakutya. 2002.
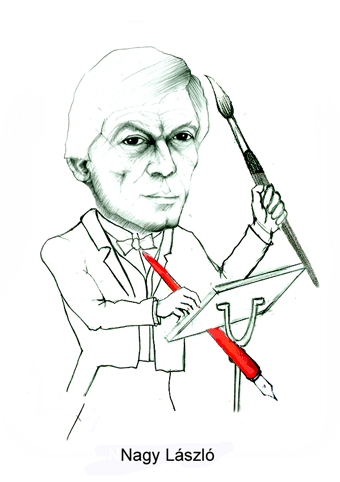
Nagy László.
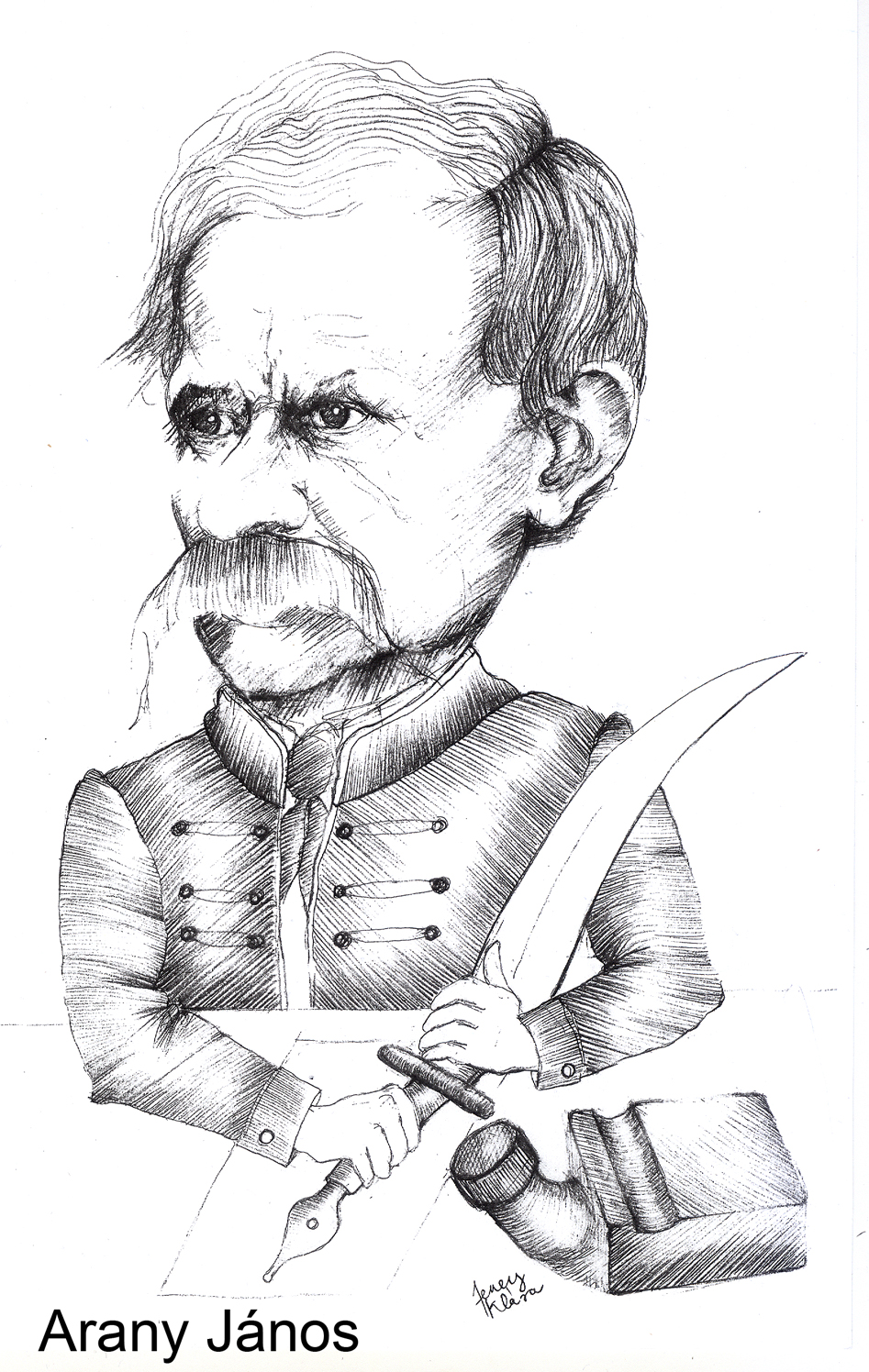
Arany János

### Zene a karikatúrában

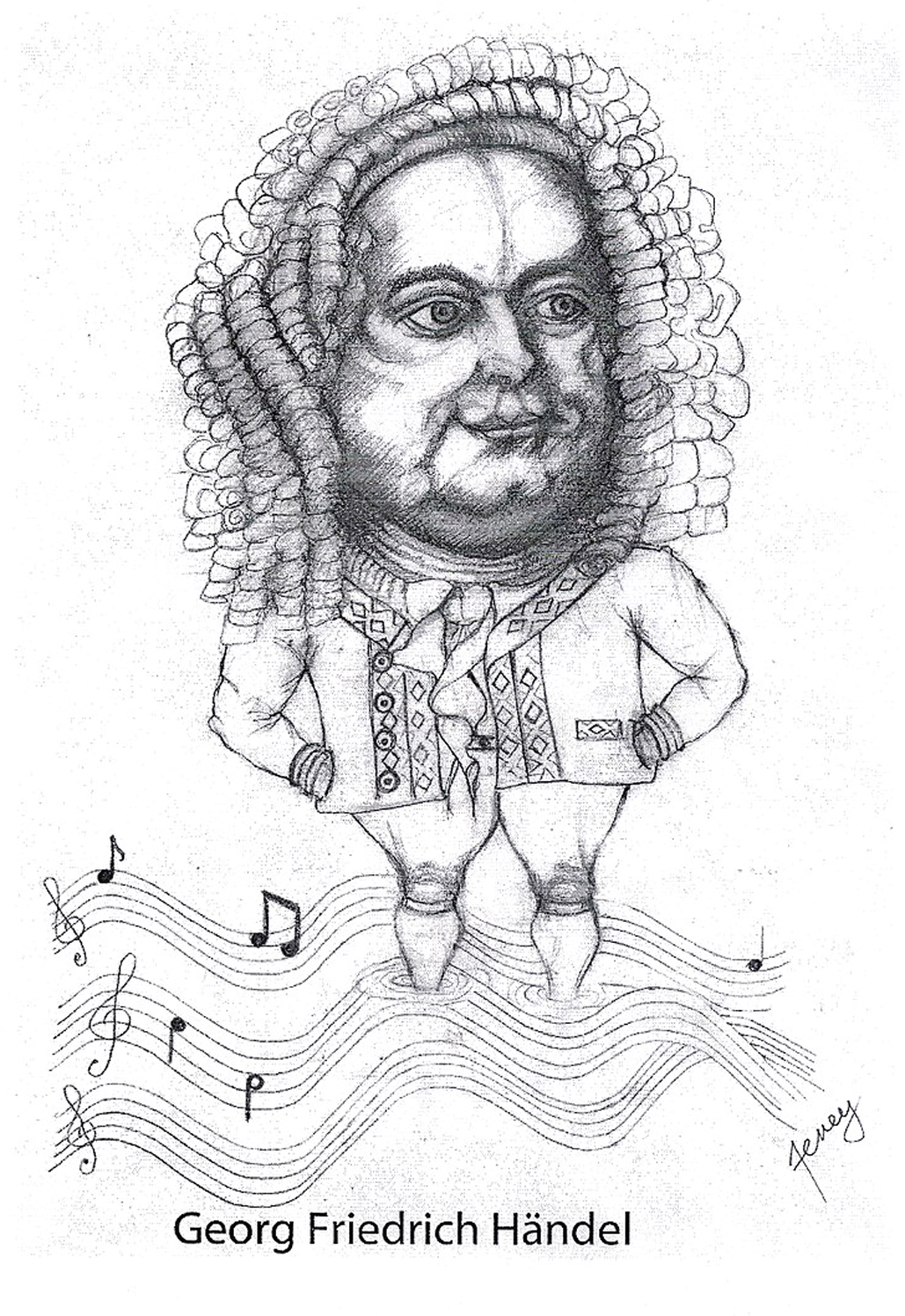
Georg Friedrich Händel
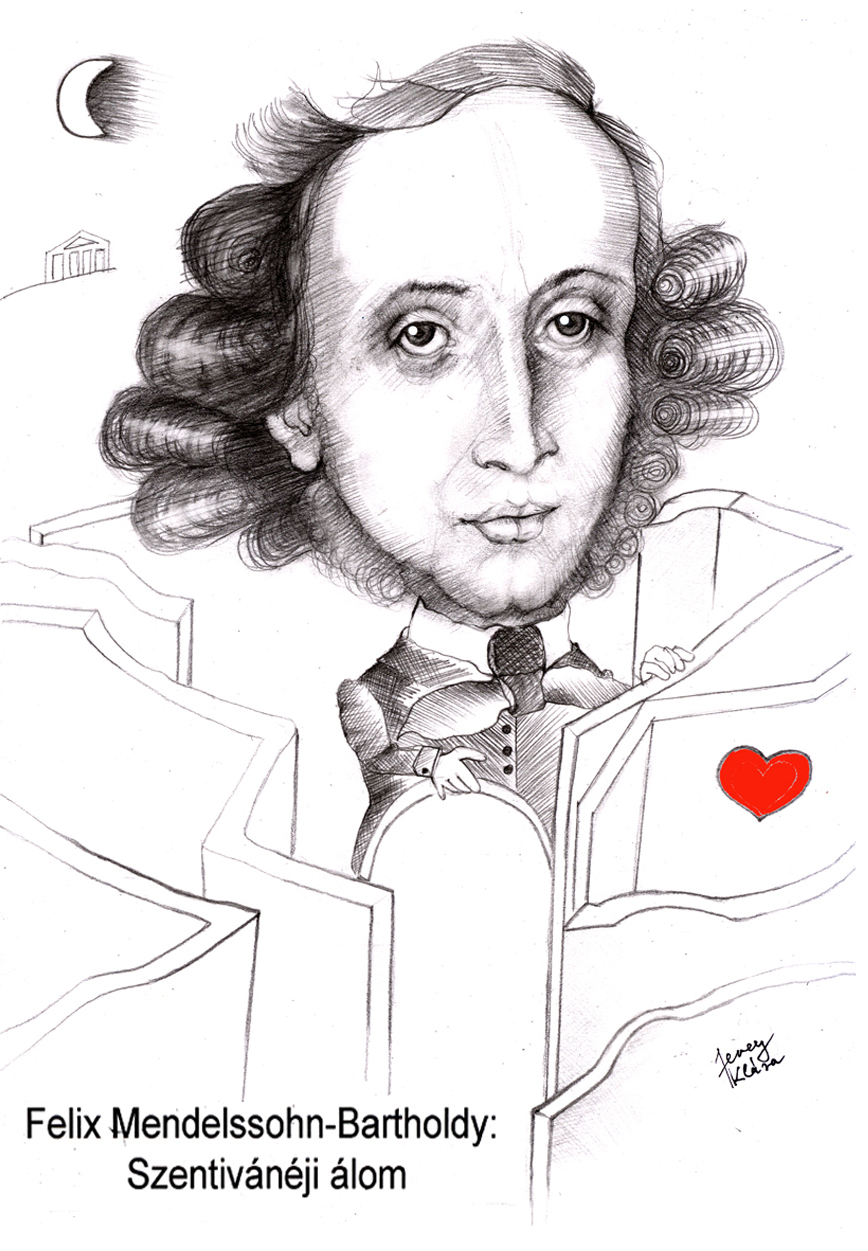
Felix Mendelsson Bartoldy
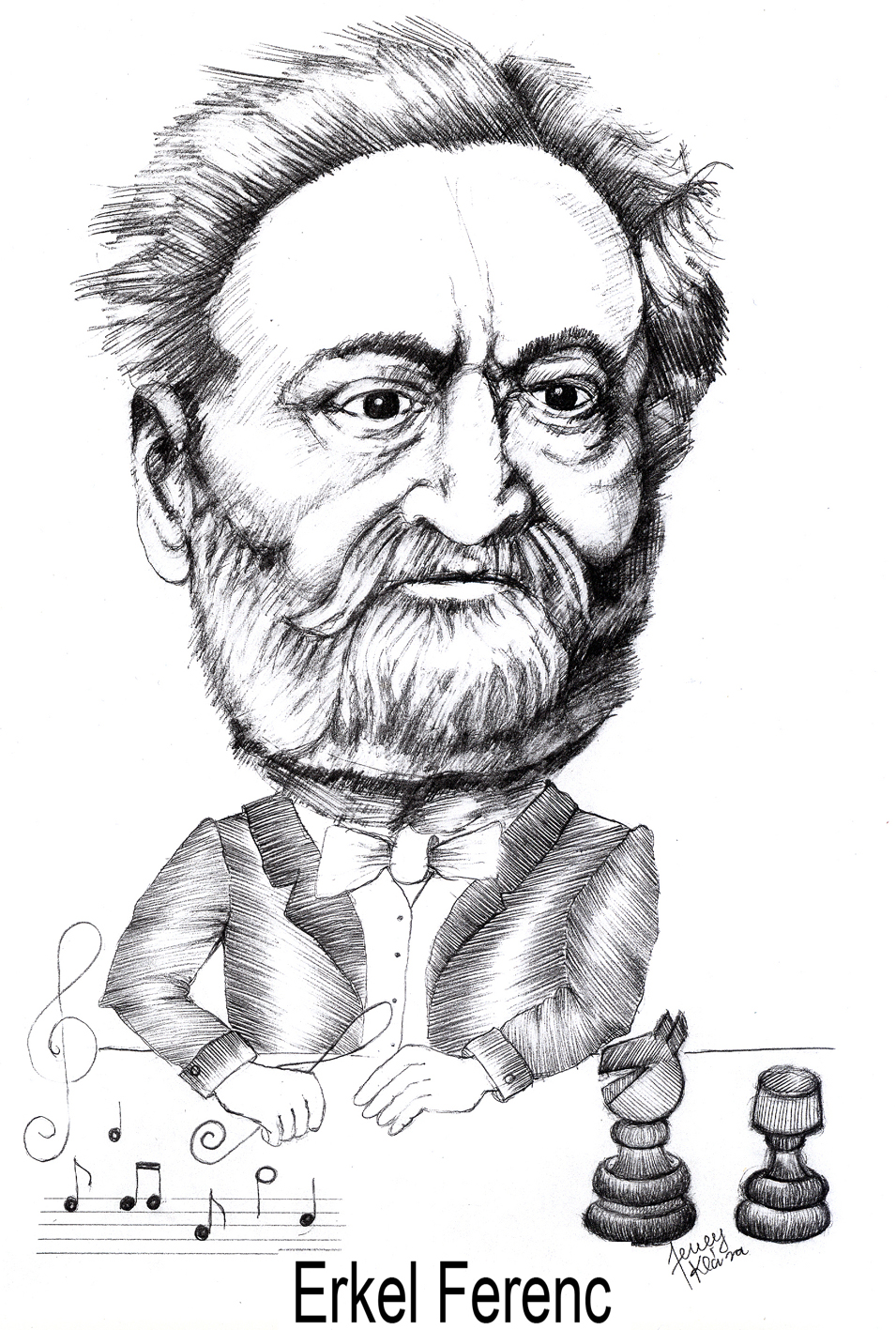
Erkel Ferenc
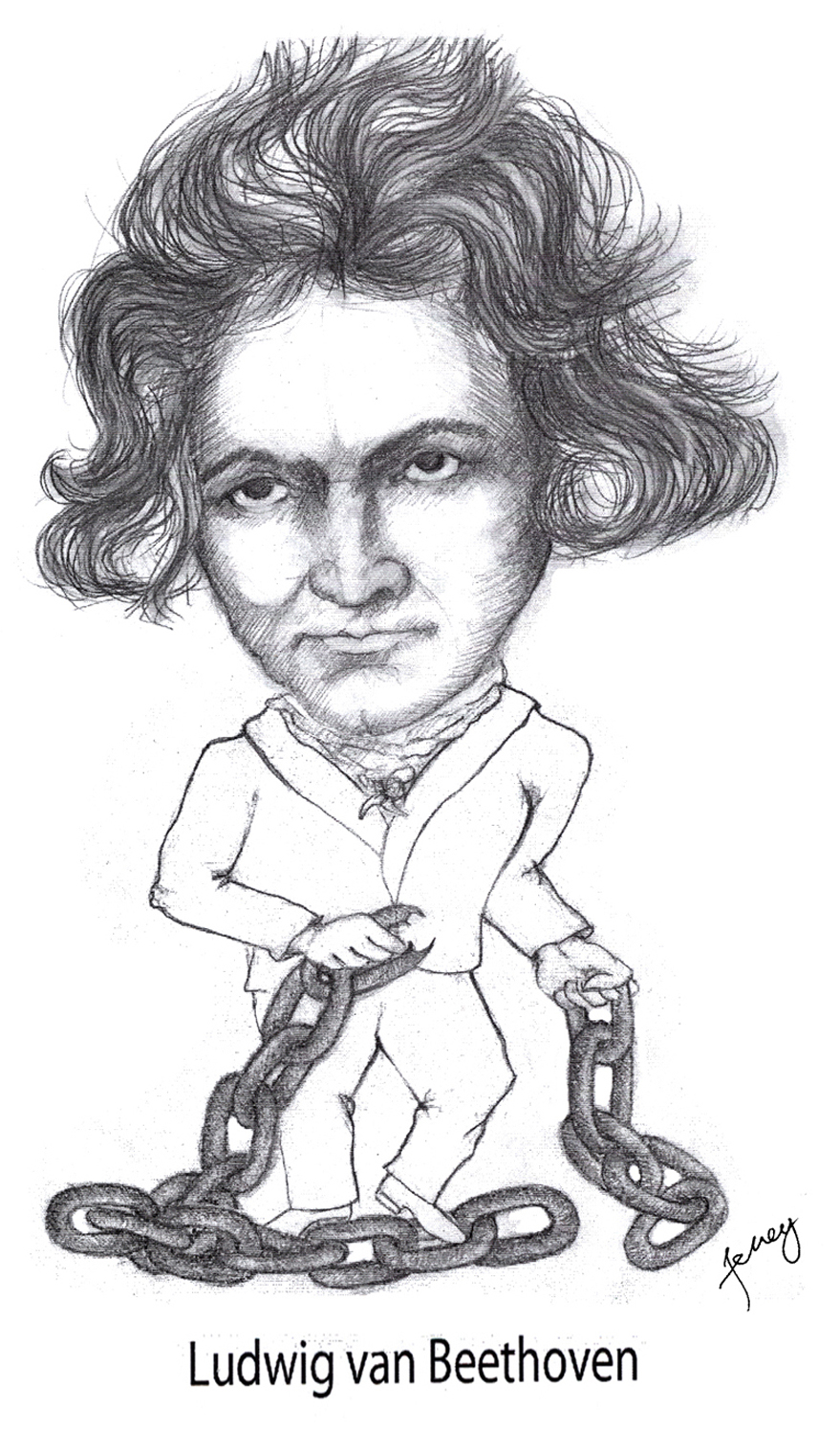
Ludvig van Beethoven.
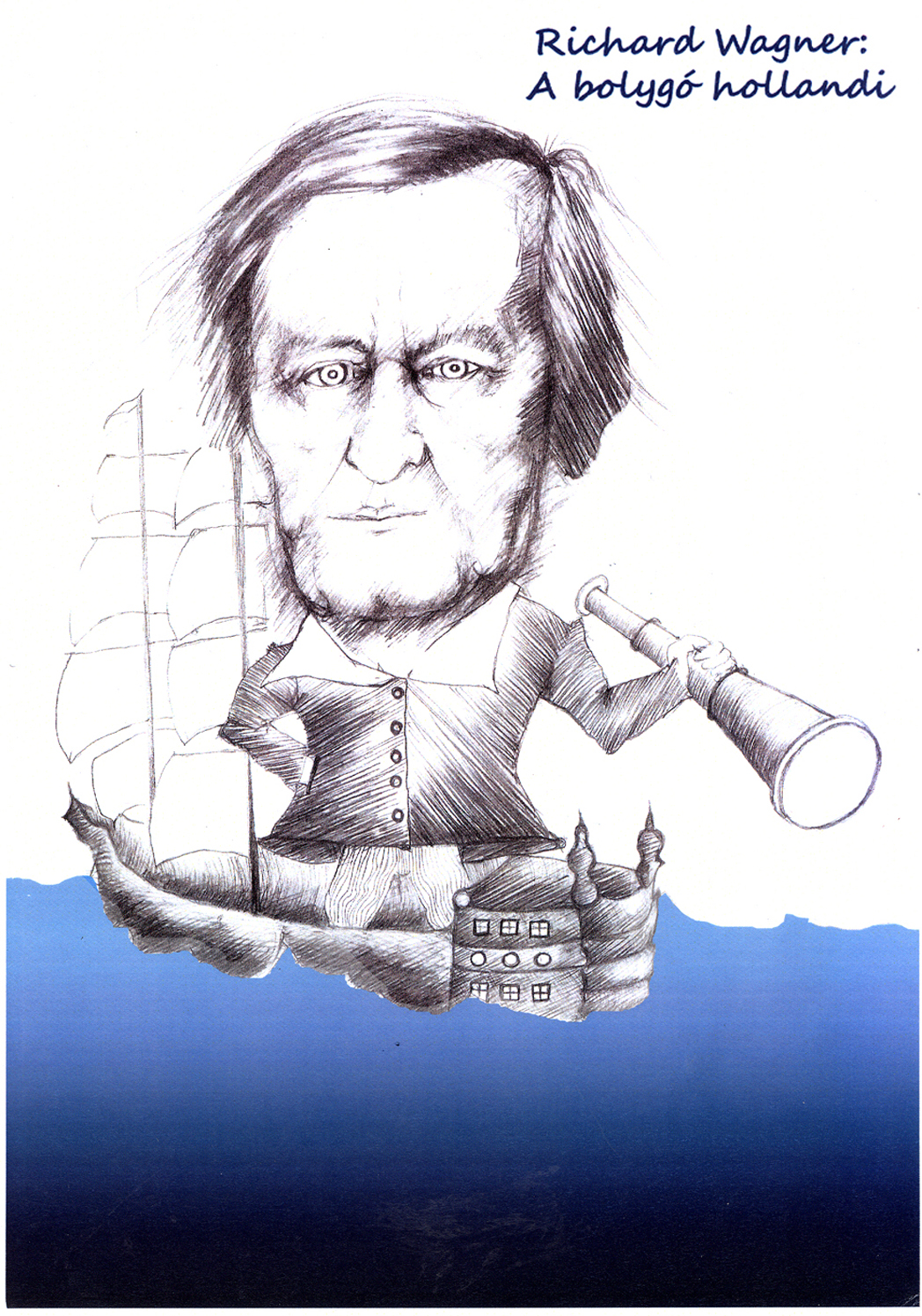
Richard Wagner.

### Tudósok a karikatúrában

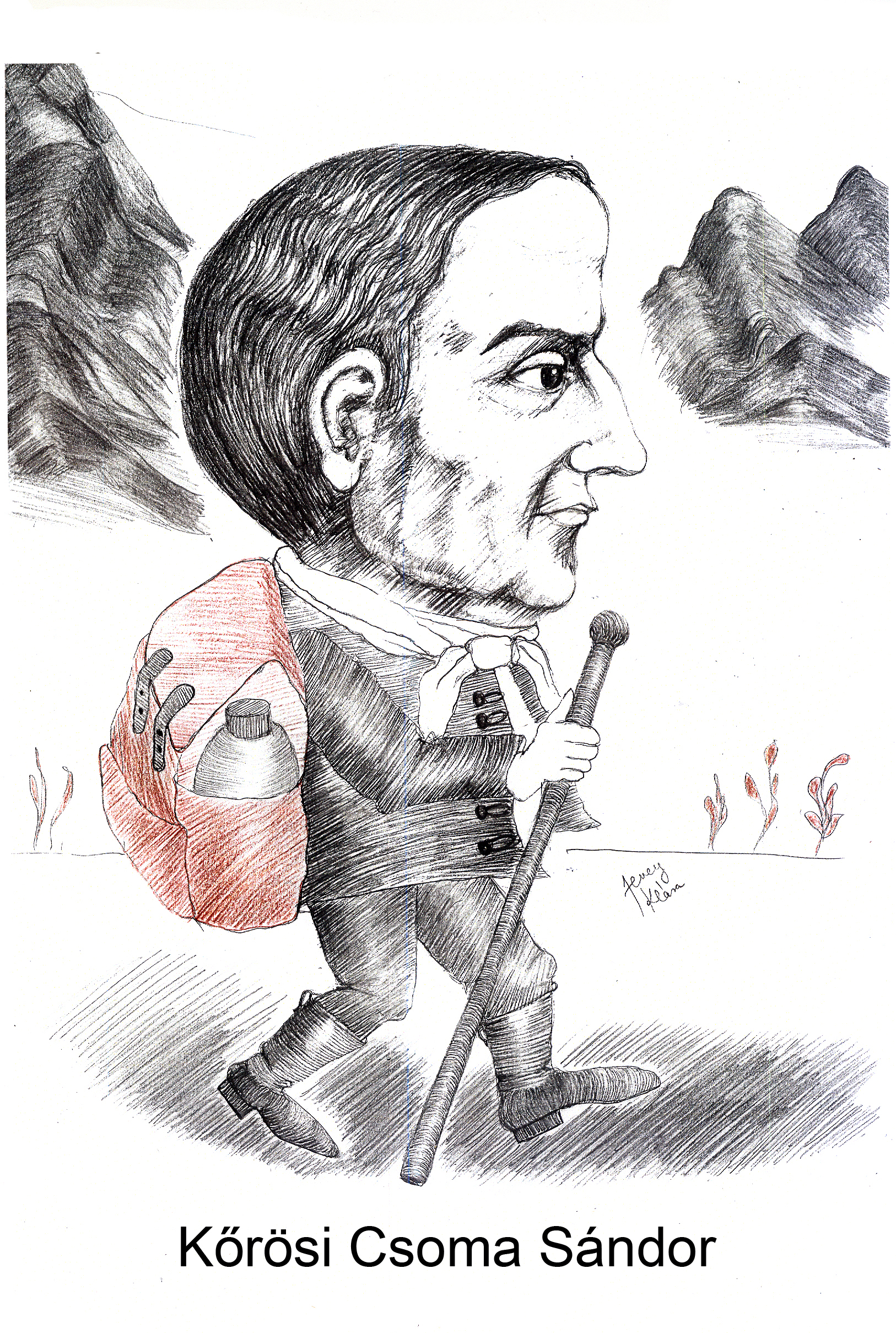
Kőrösi Csoma Sándor. 2018.
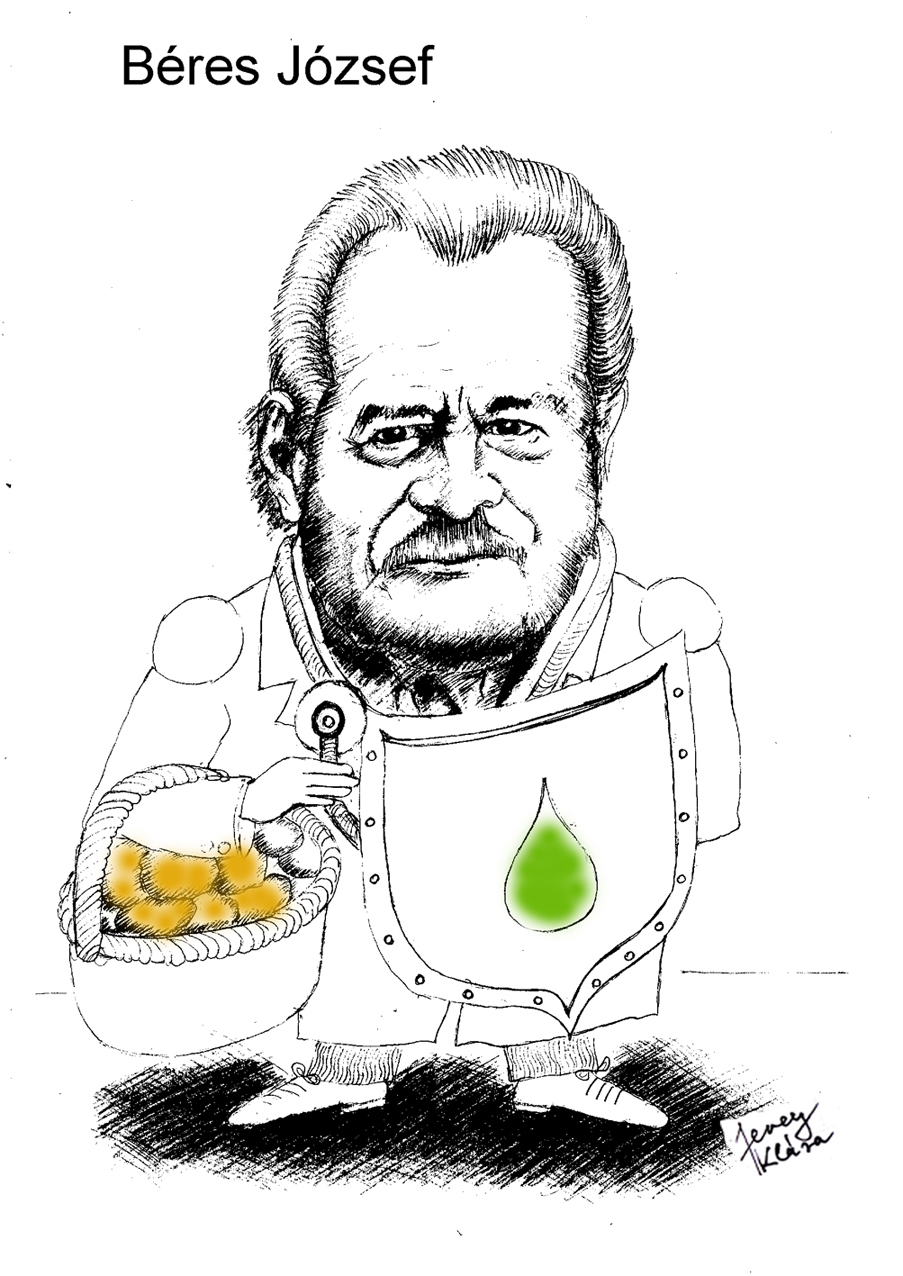
Béres József. 2018.
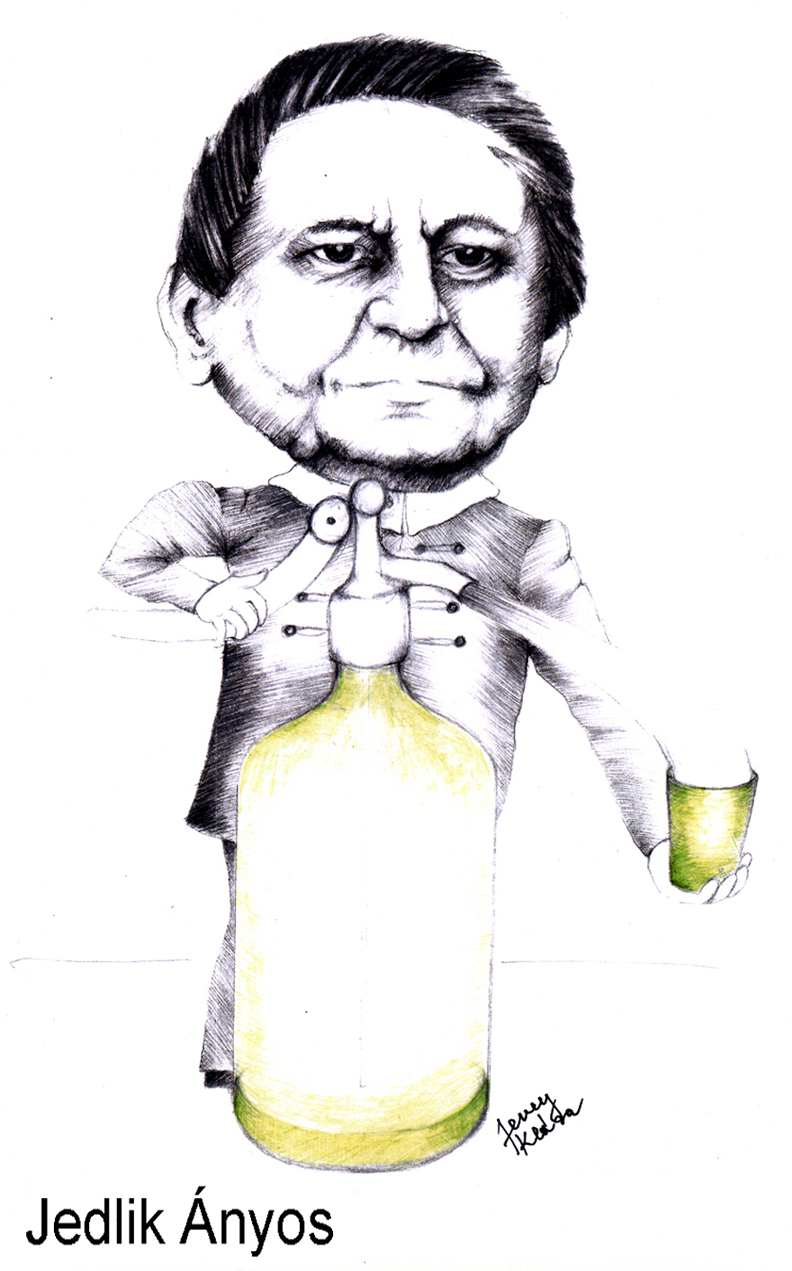
Jedlik Ányos. 2018.
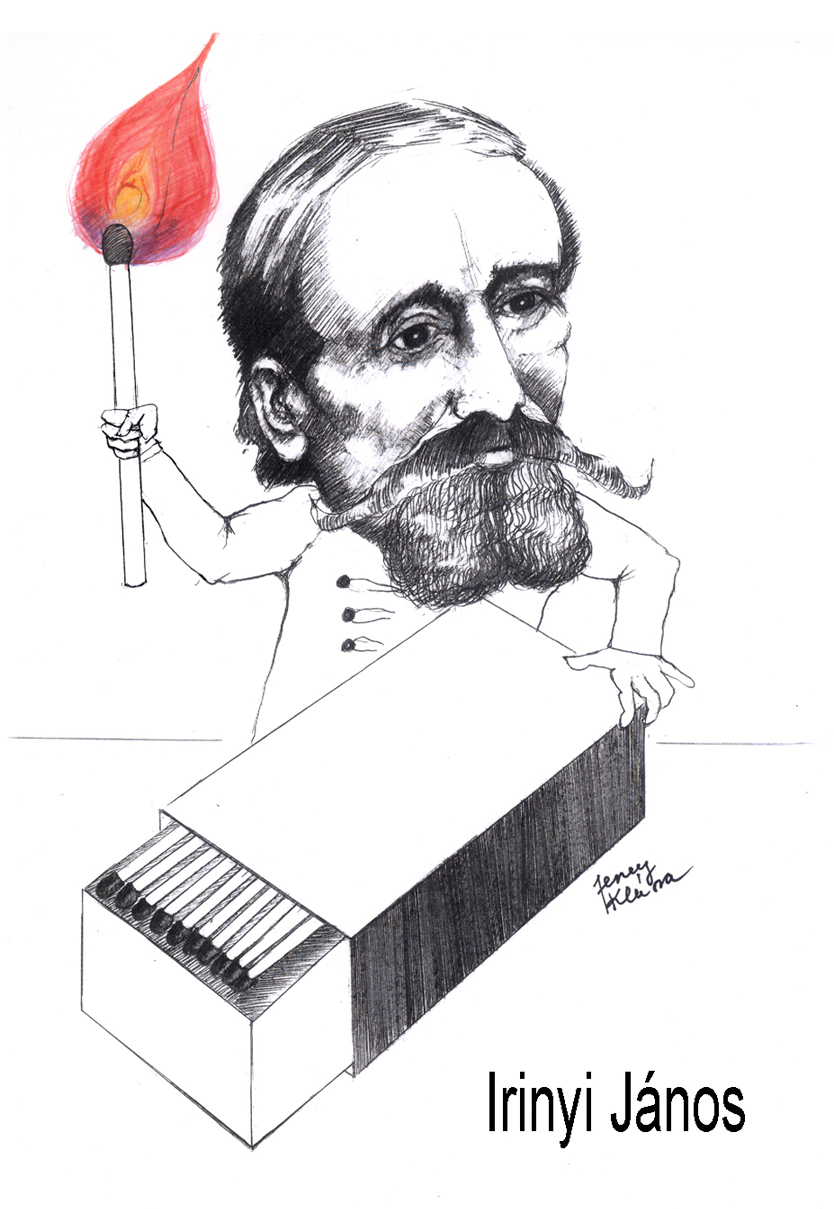
Irinyi János
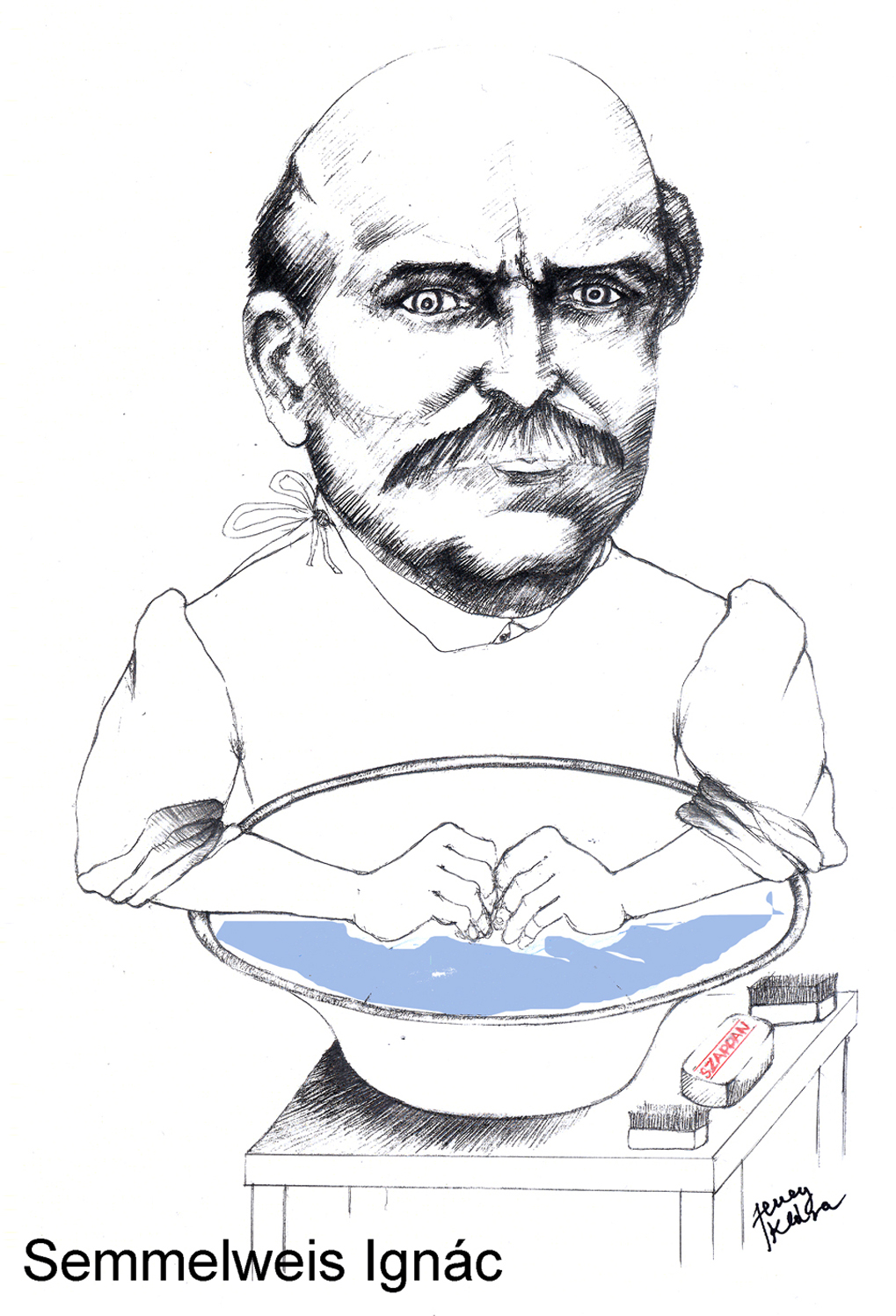
Semmelweis Ignác. A tudomány a karikatúrában sorozatból.

### Egyéb portrékarikatúrák

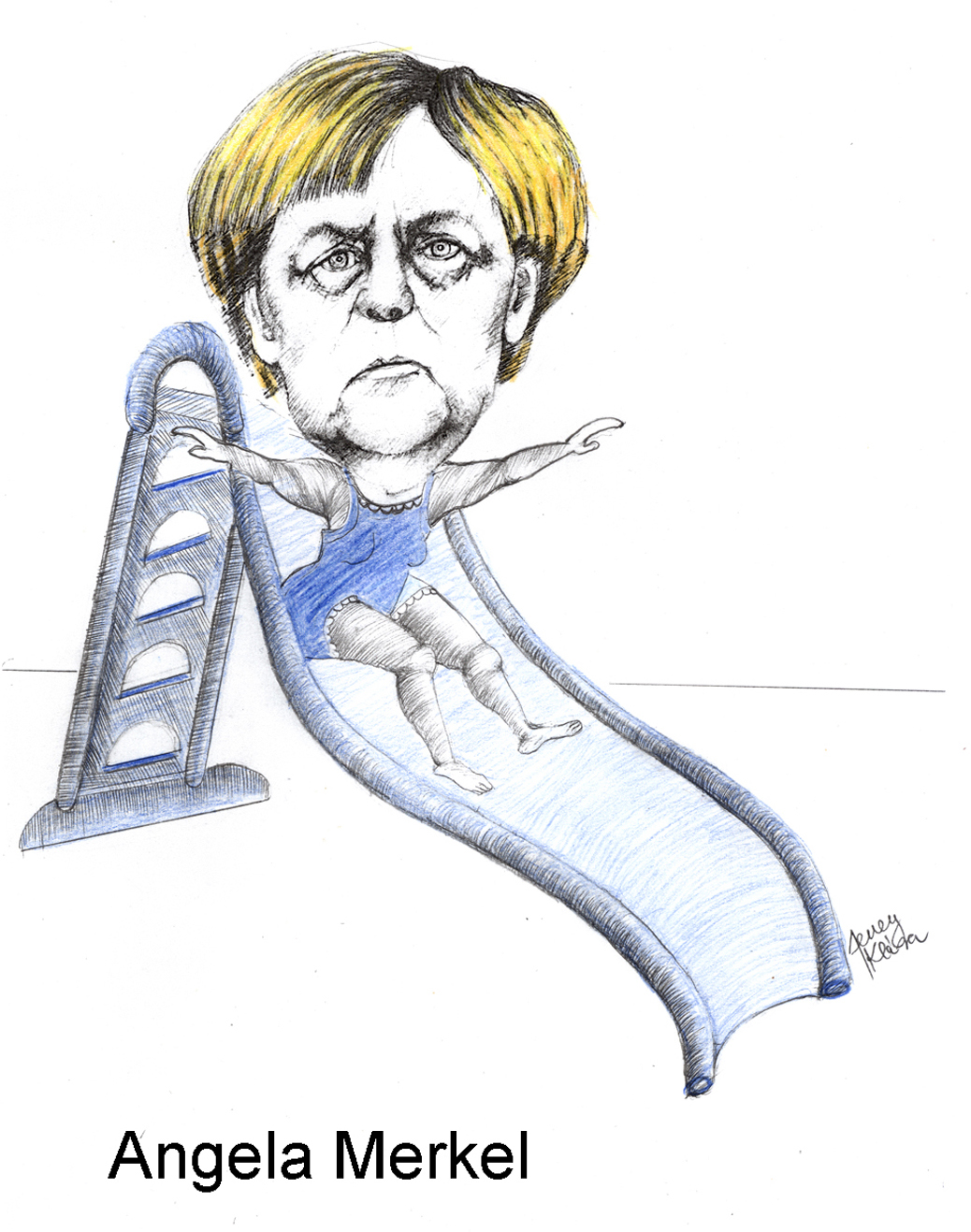
Angela Merkel. Jeney Klára rajza. 2020.
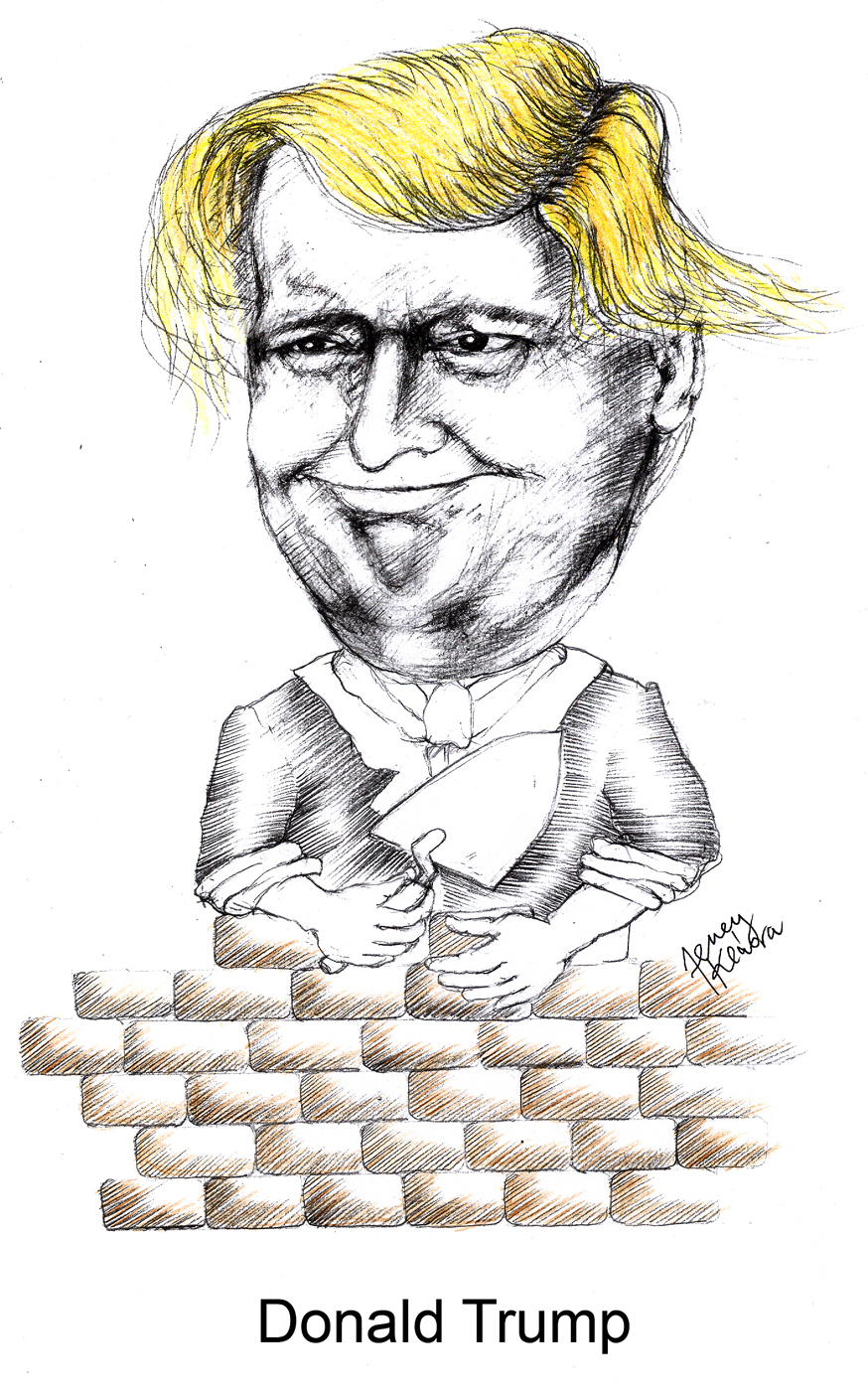
Donald Trump. Jeney Klára rajza. 2020.
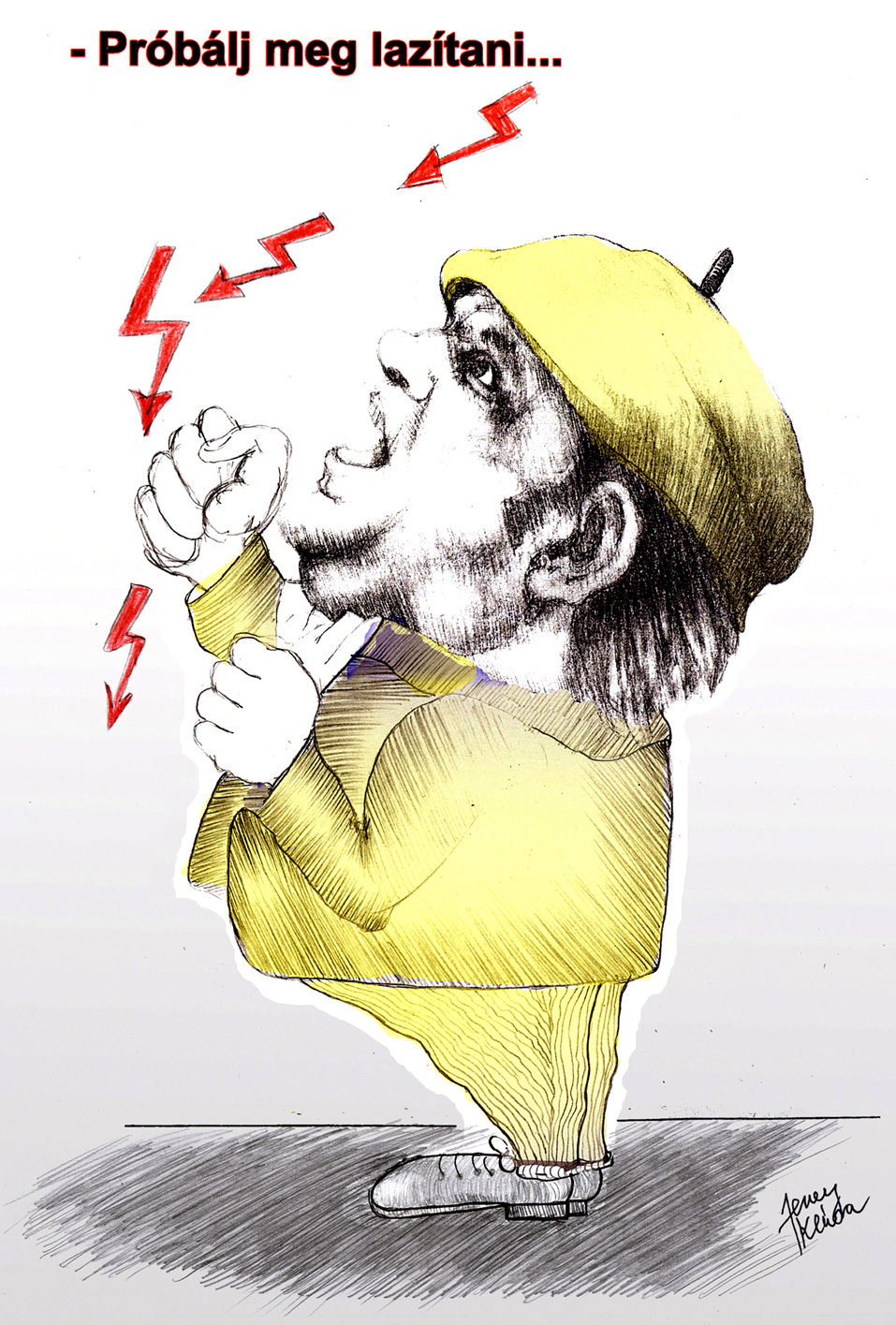
"Próbálj meg lazítani!". Jeney Klára rajza. 2017.
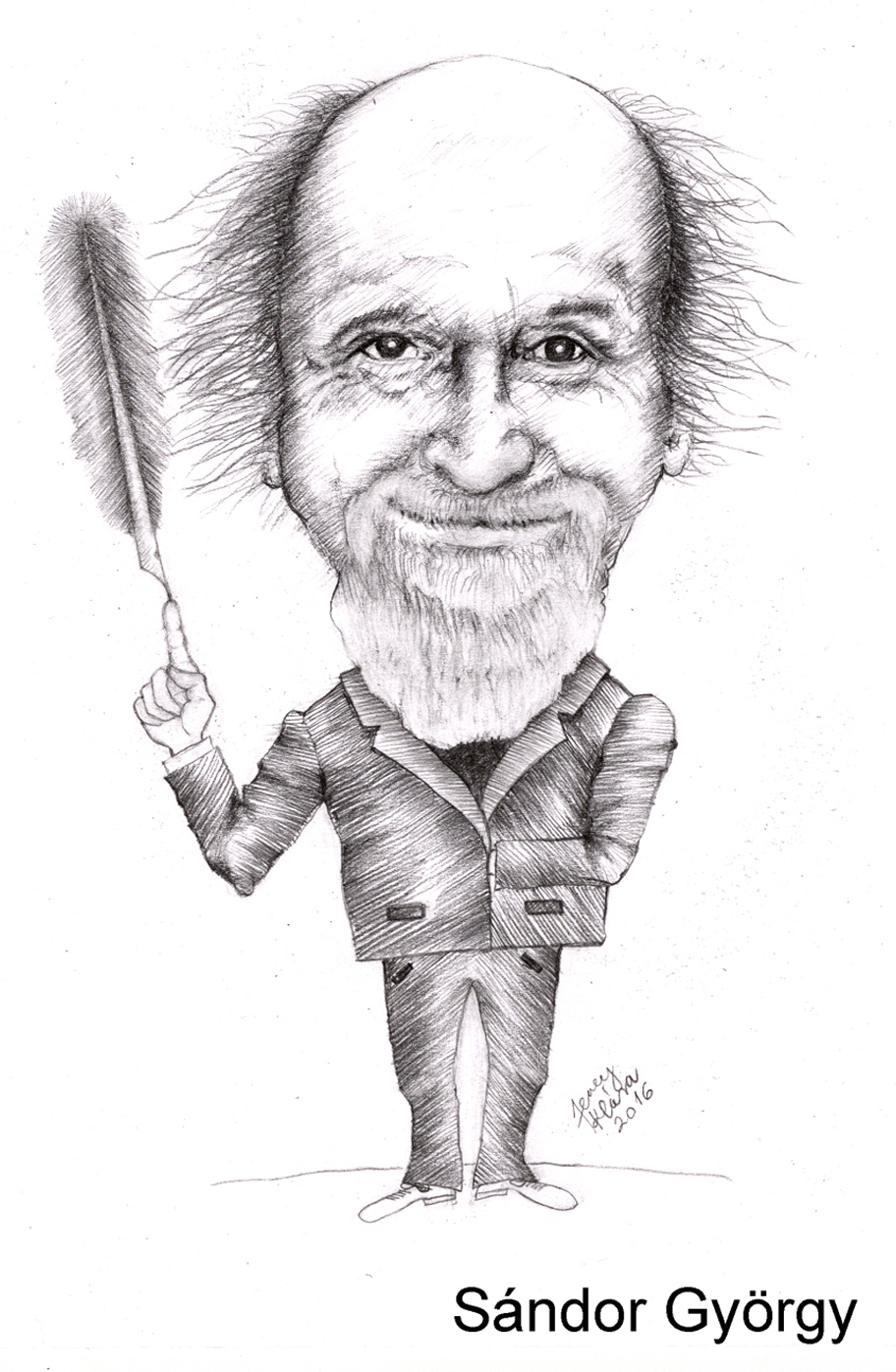
Sándor György humoralista.

## Kiállítások

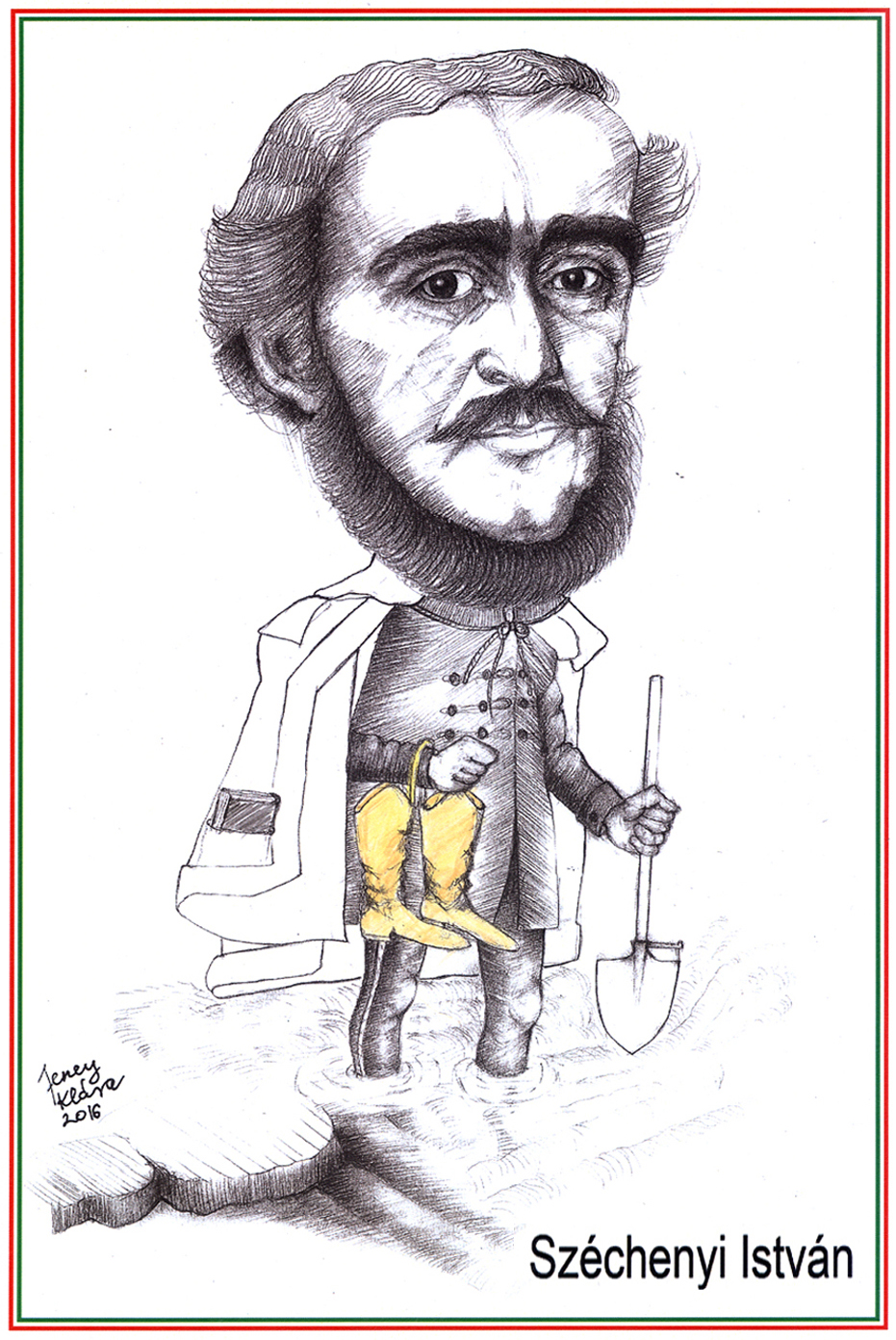
Gróf Széchenyi István. 2018.

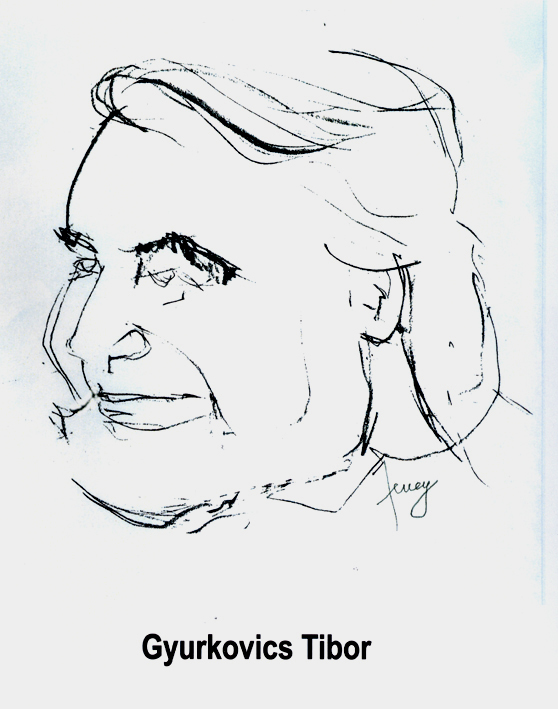
Gyurkovics Tibor. 1996.

## Könyvekben

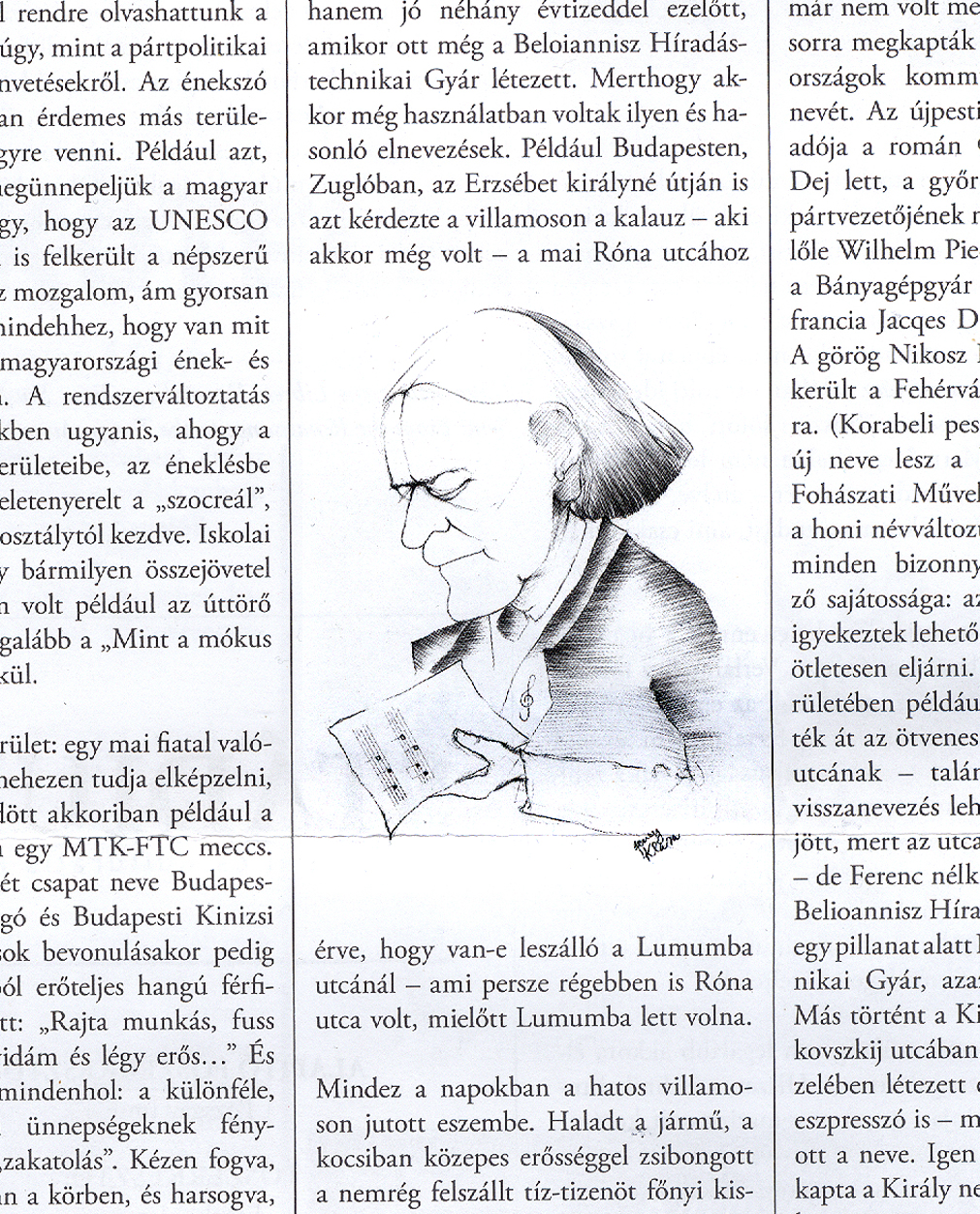
Kodály Zoltán. Stádium folyóirat. 2018.

## Videókban

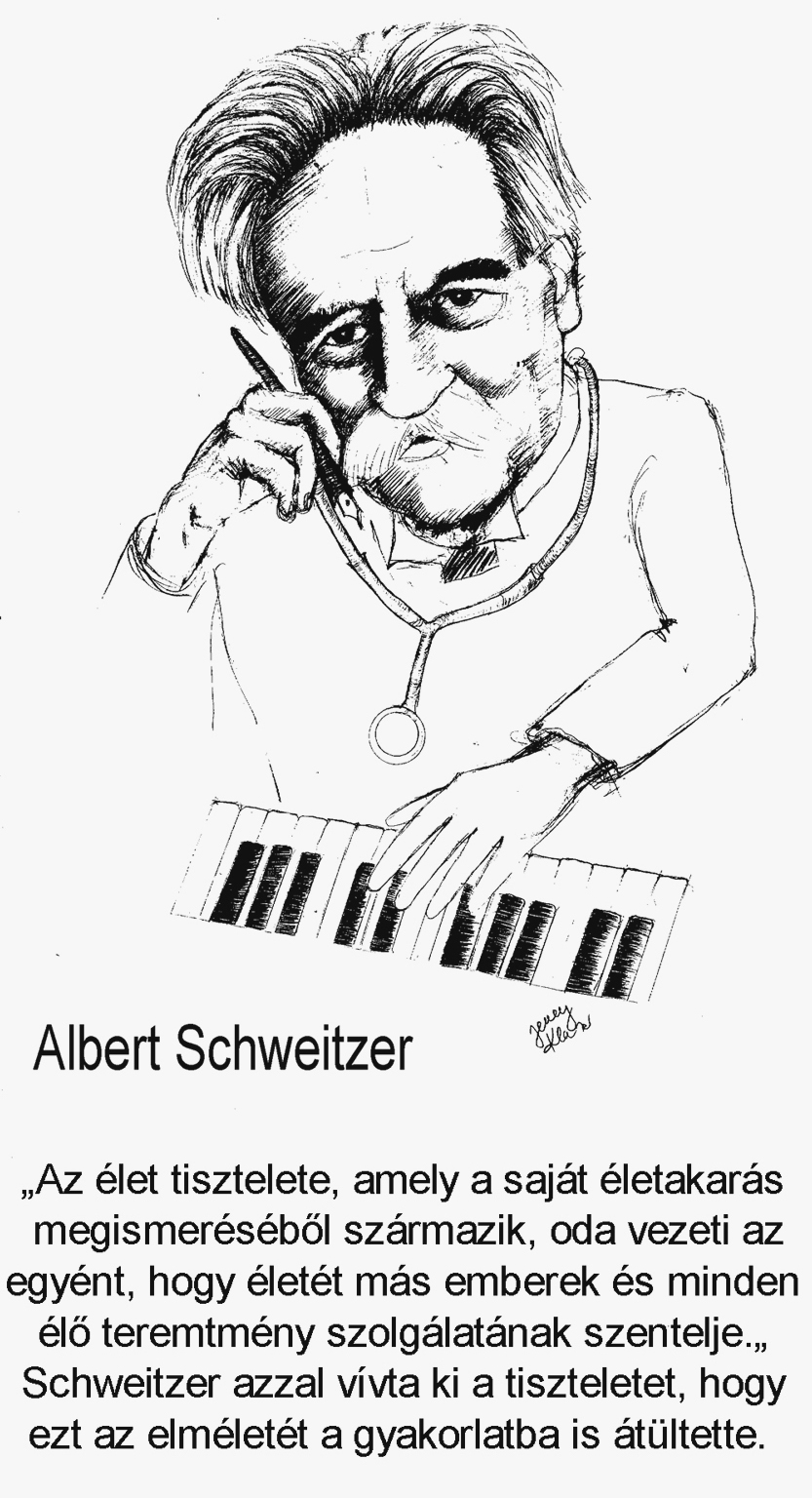
Albert Schweitzer. Jeney Klára rajza. 2017.